# Нигер

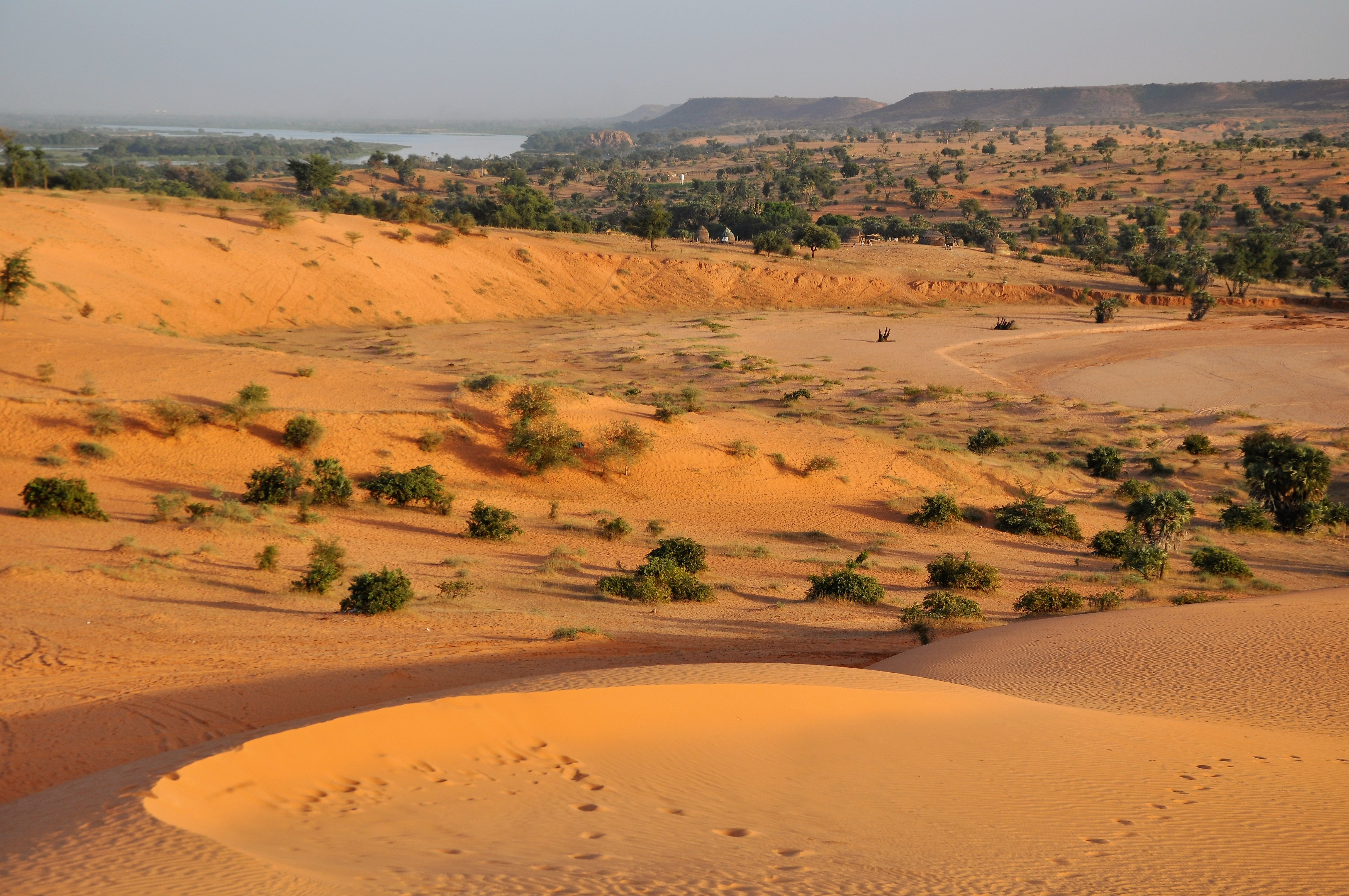
Сахель

Ни́гер, также Ниге́р (фр. Niger МФА: [niʒɛʁ]о файле), официально — Респу́блика Ни́ге́р (фр. République du Niger) — не имеющее выхода к морю государство в Западной Африке.
Более 80 % территории страны расположено в пустыне Сахара, остальная часть занята полупустыней Сахель, которая постоянно находится под угрозой засухи и опустынивания с возможным массовым голодом. 
Столица — Ниамей. Официальный язык — хауса.
Нигер — одна из самых бедных стран мира, неизменно занимающая одно из последних мест по индексу человеческого развития. Население численностью чуть более 23 миллионов человек сосредоточено на крайнем юге и западе страны. Основными отраслями экономики являются сельское хозяйство и добыча полезных ископаемых — главным образом, урана.

## Этимология
Топоним «Нигер» происходит от одноимённого гидронима — по протекающей через него реке Нигер (туарегск. ⴻⴳⴻⵔⴻⵡ ⵏⵉⴳⴻⵔⴻⵡⴻⵏ Egerew n-Igerewen — «великая река» или «река рек» на языке тамашек).

## География

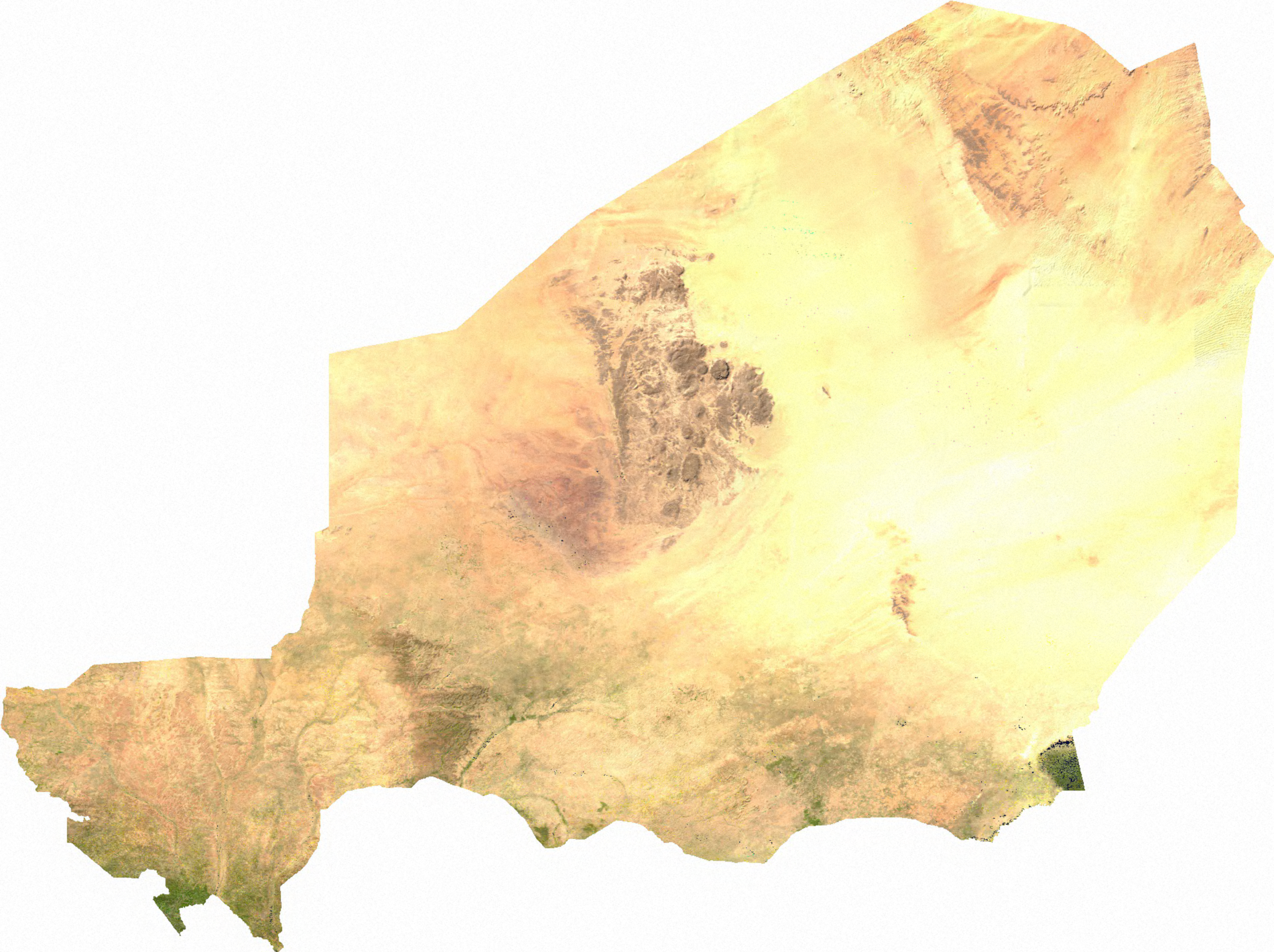
Вид республики Нигер из космоса.
Северную часть страны занимает пустыня Сахара, посреди которой расположено каменистое плато Аир. Восточная часть Аира круто обрывается к огромной песчаной пустыне Тенере, площадью около 400 тыс. км². На северо-востоке находится плато Джадо. Юг страны занимает полупустыня Сахель. На юго-западе страны протекает река Нигер, образуя плодородную равнину.

### Географическое положение
Республика Нигер расположена на северо-востоке Западной Африки. Граничит на севере и северо-западе с Алжиром, на северо-востоке — с Ливией, на востоке — с Чадом, на юге и юго-западе — с Нигерией, на юго-западе — с Бенином и Буркина-Фасо, а на западе — с Мали. Страна не имеет выхода к морю. Государство находится между 11°37′ и 23°33′ северной широты (1300 км с севера на юг) и 0°06′ и 16° восточной долготы (2000 км с запада на восток).
Территория Нигера имеет площадь 1 267 000 км², занимая шестое место в Африке по площади (после Алжира, Демократической республики Конго, Судана, Ливии и Чада), а также являясь крупнейшим государством в Западной Африке.

### Геология

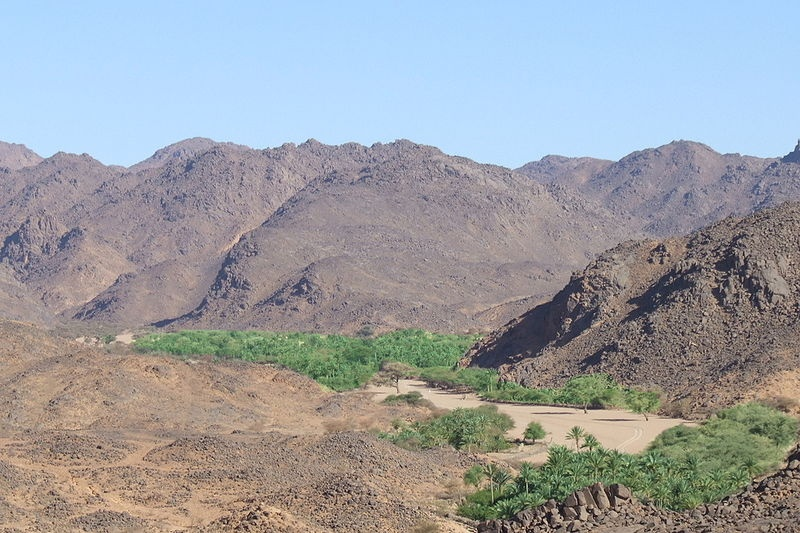
Плато Аир у селения Тимиа

Нигер полностью находится на Африканской платформе, сложенной из докембрийских кристаллических пород — гранитов и сланцев. Кристаллические породы на большей части территории перекрыты осадочным чехлом различных возрастов: палеозойского, мезозойского, третичного и четвертичного. Три выхода кристаллических пород на поверхность богаты полезными ископаемыми. Наибольшим таким выходом является плато Аир, площадью 60 тыс. км². На правом берегу реки Нигер докембрийские породы выходят в виде скалистых холмов, образуя плато Липтако, занимающее 30 тыс. км². На юге, около Зиндера, древние породы образуют две гряды гранитных холмов площадью 7 тыс. км². Гранитные холмы-останцы выходят также в пустыне Тенере и местности Кавар. Осадочный чехол в западной, южной и восточной частях страны сложен морскими, озёрными и континентальными отложениями, а в северной части представляет собой мощные толщи песков. Интенсивная эрозия и длительность геологических процессов привели к выравниванию большей части территории Нигера.

### Рельеф

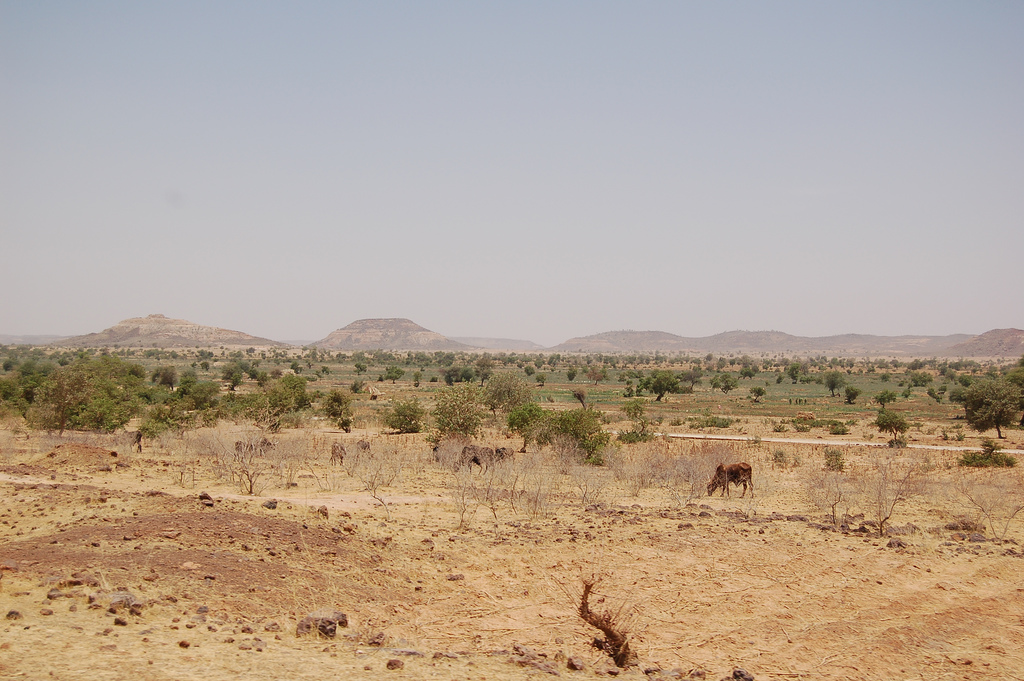
Типичный пейзаж региона Диффа

В рельефе страны преобладают равнины с высотами 200—500 м над уровнем моря. На северо-западе расположен массив Аир — система разновысотных плато, простирающаяся на 400 км с севера на юг и на 250 км с запада на восток. Высшая точка, гора Идукальн-Тагес, достигает 2022 м. Плато наклонено к западу, густо изрезанному вади — сухими руслами рек, наполняющимися в сезон дождей. Восточная часть Аира круто обрывается к огромной песчаной пустыне Тенере площадью около 400 тыс. км². В северной (Тенере-Тафасасет) и центральной части Тенере, между плато Аир и Джадо, находятся подвижные песчаные дюны. В центре Тенере расположен Кавар — обрывистая местность со многими оазисами. В южной части Тенере редкая трава и кустарники сдерживают пески и создают закреплённые дюны. К западу от плато Аир находится равнина Талак — пустыня с подвижными дюнами площадью 2—3 тыс. км². Примыкающая к Аиру часть равнины сложена глинами и орошается с вади в сезон дождей, что делает её хорошим пастбищем для кочевников.
На северо-востоке расположены песчаниковые плато Джадо и Мангени. Восточнее, на границе с Чадом — плато Афафи и Чигаи. Эти плато имеют обрывистые склоны, изрезаны каньонами и трудно доступны для человека. На юго-востоке находится полупустыня Манга — Высушенная котловина озера Чад. Юг страны занимают равнины с отдельными выходами кристаллических пород.

### Полезные ископаемые

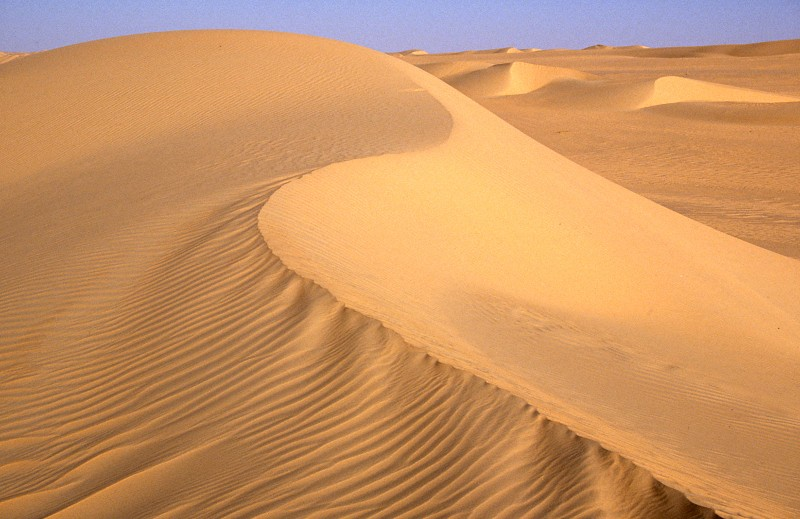
Дюнное море Эрг Бильма

Основные месторождения полезных ископаемых находятся в выходах кристаллических пород на плато Аир и Липтако, а также в осадочных породах центра и востока страны. Главным богатством страны является урановая руда, по запасам которой Нигер находится на девятом месте в мире (на шестом по добыче). Разведанные запасы урановой руды (окиси урана) оцениваются в 200 тыс. т. Основные залежи урана расположены на западе плато Аир. Добыча ведётся в городах Арлит и Акута. Поисковые работы урана ведутся также на плато Джадо, большие запасы обнаружены в оазисах Кавара, есть предположение, что распространение урана в Нигере гораздо более обширно.
Помимо урана страна богата и другими ископаемыми. К северу от города Агадес находится месторождение каменного угля Ану-Арарен, запасы которого составляют около 6 млн т. Невысокое качество угля компенсируется небольшой глубиной залегания (около 40 м). На востоке Нигера, в осадочных породах котловины Манга и озера Чад находятся нефтеносные слои. Месторождение железной руды около города Сай содержит 600—700 млн т сырья. В районе города Тапоа разрабатывается крупное месторождение фосфоритов (500 млн т). В окрестностях селений Тимиа и Эльмеки добывается касситерит, содержащий вольфрам и тантал, также обнаружены месторождения у города Зиндер. Близ города Мальбаза имеются большие запасы известняка и гипса. В оазисах Бильма, Фаши и Тегиддан-Тесум разработаны месторождения поваренной соли. В отложениях реки Сирба обнаружены незначительные золотые россыпи.
Отдельными геологическими обследованиями обнаружены медь, ниобий, литий, марганец, кобальт, никель и другие полезные ископаемые. Геологоразведка, изучение и освоение недр страны являются важной и перспективной задачей развития экономики страны.

### Почвы

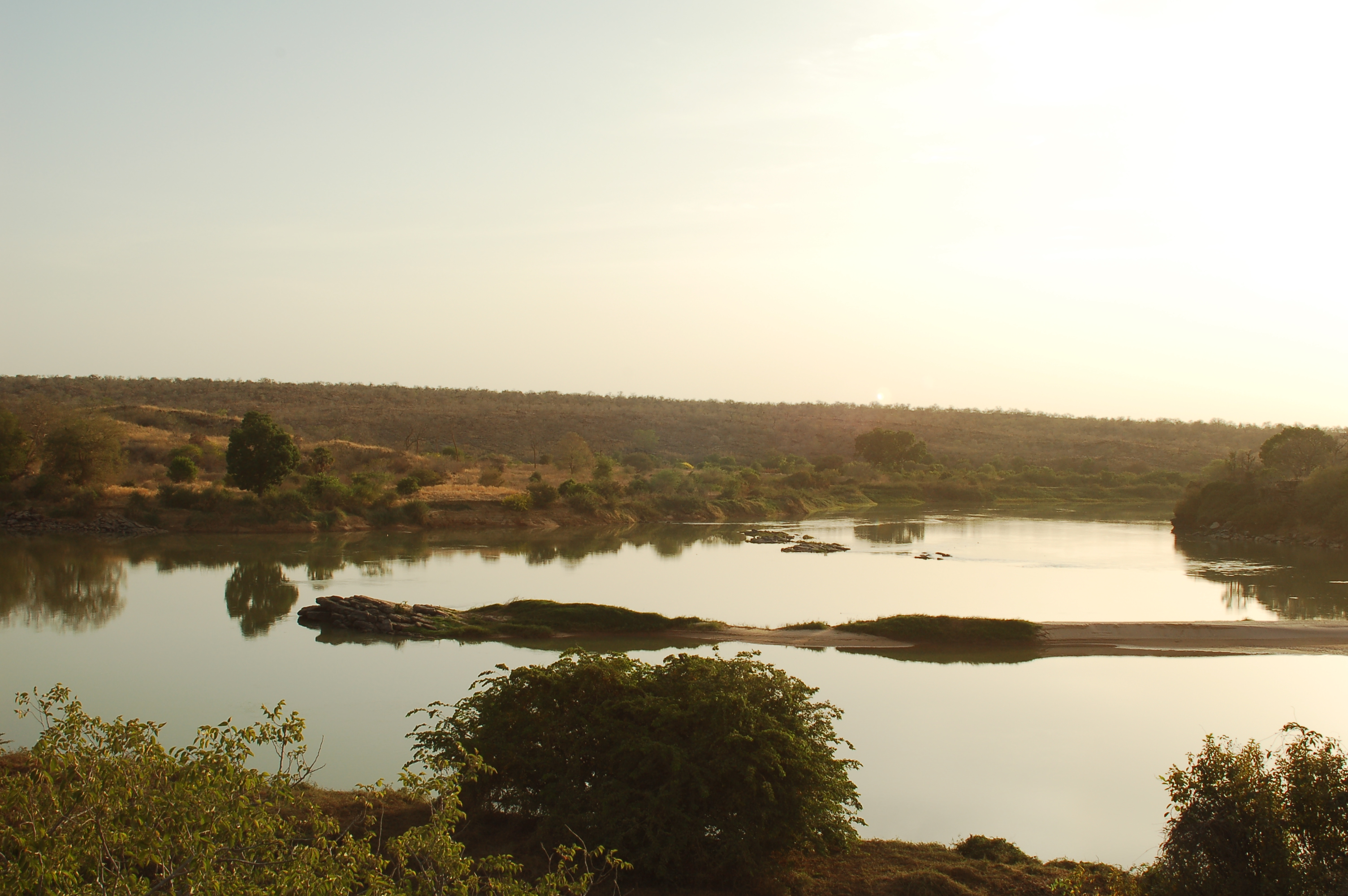
Плодородные почвы на юге страны у реки Нигер

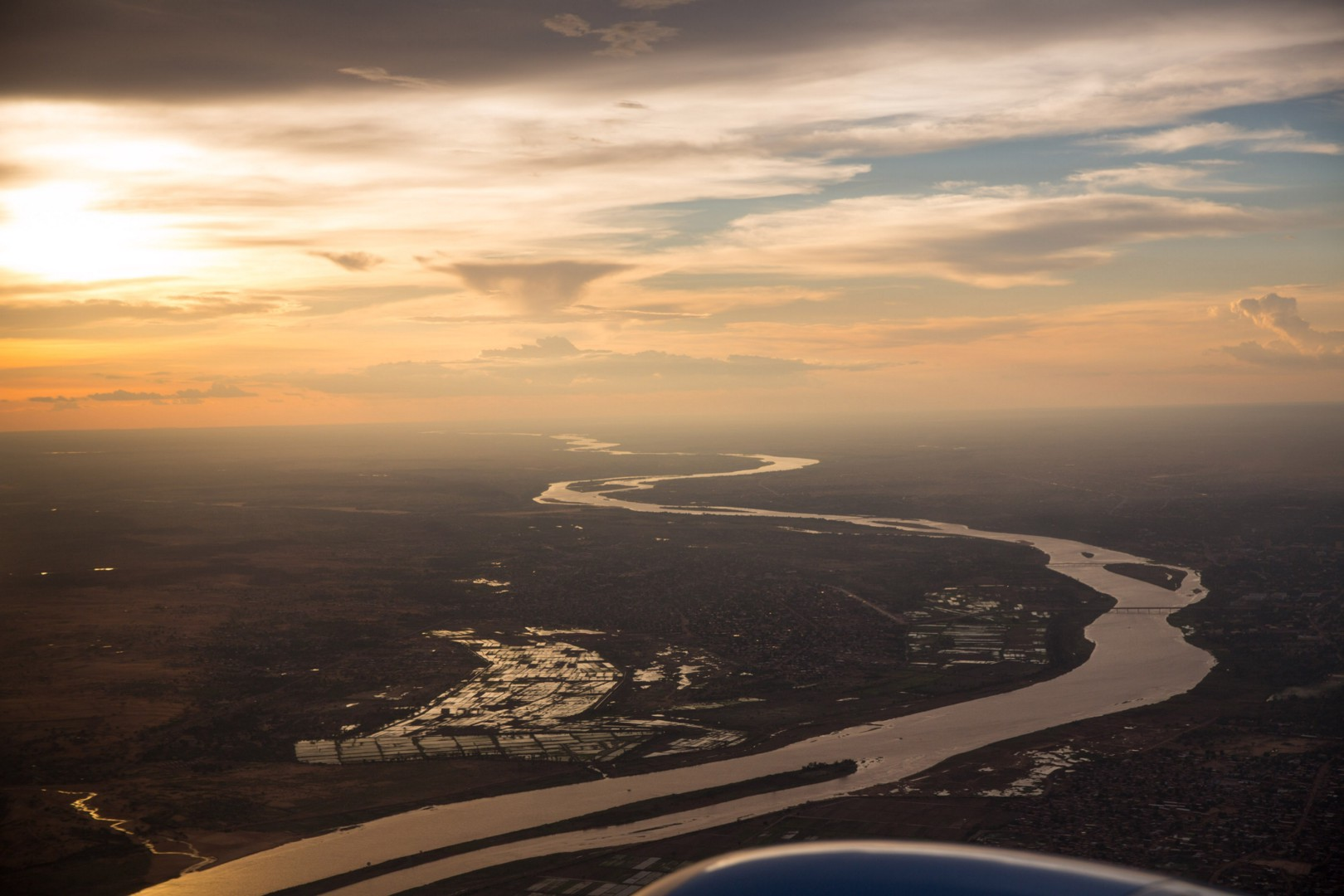
Плодородные почвы у реки Нигер

Почвы Нигера довольно бедны. На севере Нигера, на каменистых плато и в песчаных пустынях почвенный покров практически отсутствует. Только на участках, где появляется вода, колючие кустарники и засухоустойчивые злаки формируют примитивные песчаные почвы. На юге Нигера, в Сахеле, распространение почв зависит от количества влаги. В основном это краснозёмы и песчаные почвы различной мощности. В песчаных почвах Сахели мало перегноя, что делает их уязвимыми для ветровой эрозии. На востоке страны, в котловине озера Чад распространены солончаки. В долинах рек, вади, и впадинах, где собирается вода, встречаются обогащённые аллювием глинистые почвы, благоприятные для сельского хозяйства. Для Нигера характерен процесс деградации и эрозии почв, приводящий к опустыниванию земель, поэтому борьба за восстановление и сохранение почв является важнейшей задачей страны.

### Внутренние воды
Основу гидрографической сети Нигера составляют река Нигер с притоками, протекающая на юго-западе страны, и бессточное озеро Чад с рекой Комадугу-Йобе, расположенные на юго-востоке. На остальной территории страны находятся только временные водотоки (вади), наполняющиеся лишь в короткий дождливый сезон.

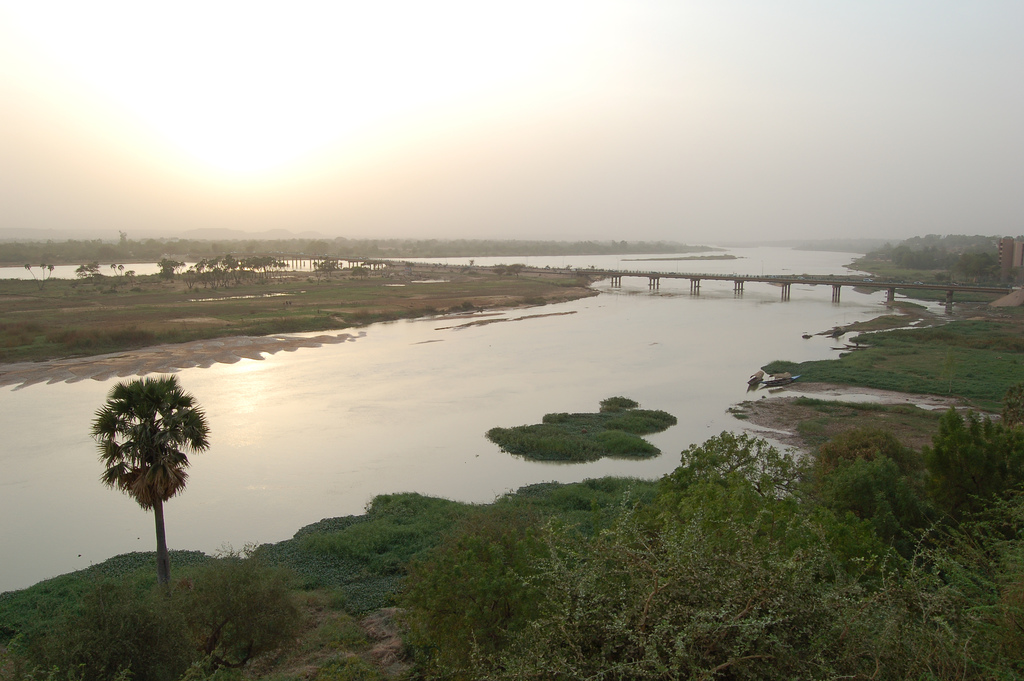
Мост Кеннеди через реку Нигер в Ниамее

Река Нигер, третья по длине река Африки, протекает по территории страны около 600 км, создавая обширную плодородную равнину, являющуюся житницей страны. Границу с Мали река пересекает относительно немноговодной, значительно испарившись в пустынях. На протяжении 200 км река проходит через кристаллические породы плато Липтако. На Нигере расположен Ниамей, столица страны, где реку пересекает один из немногочисленных мостов — мост Кеннеди. Южнее Ниамея русло реки проложено в плотных песчаниках, где во время паводков широко разливается, достигая 5 километров в ширину. На границе с Бенином Нигер огибает отроги горного массива Атакора, изгибы реки, напоминающие букву Дубль «В», дали название расположенному здесь национальному парку. На территории страны Нигер принимает несколько притоков, крупнейшие из них с правого берега: Горуоль, Дарголь, Сирба, Горуби, Тапоа, Алибори, Сота и Мекру. Большинство правобережных притоков пересыхает в сухой сезон, с декабря по июнь. С окончанием сезона дождей реки превращаются в цепочки озёр, где вода сохраняется довольно долго. С левого берега в Нигер впадают только временные водотоки, крупнейшие из них — дассолы (вади) Босо и Маури.
Озеро Чад и впадающая в него крупная река Комадугу-Йобе образуют речную сеть востока страны. Река Комадугу-Йобе берёт начало на территории Нигерии, последние 150 километров её течения образуют естественную границу между Нигером и Нигерией. В сухой сезон река сильно мелеет, в январе наступает паводок. Нигеру принадлежат около 3 тыс. кв. километров акватории озера Чад — одного из крупнейших водоёмов Африки. Площадь его изменяется от 10 до 26 тысяч км², а глубина — от 1 до 4 метров. В июле из-за интенсивного испарения наблюдается спад вод, а в январе уровень воды наивысший. Озеро Чад богато рыбой, однако берега труднодоступны из-за растительности, заболоченности и изменения береговой линии.
На севере и в центре страны присутствуют только временные водостоки, называемые вади, кори, магджиями и гульби. В июле-августе, в сезон дождей, за несколько часов они наполняются водой, иногда вызывая половодья, что вынуждает местных жителей селиться на возвышенностях. После дождей вода задерживается в этих водостоках некоторое время, придавая руслам важное значение для земледелия и скотоводства. Например, гульби Нмаради имеет протяжённость на территории Нигера 150 километров, что делает его крупнейшим временным водотоком в стране. Подземные воды в районах плато Аир, Джадо и Кавар подходят очень близко к поверхности, порождая оазисы. В других местах они расположены на глубине до 650 метров. Из-за засушливости страны разведка и использование подземных вод являются очень важной задачей.

### Климат

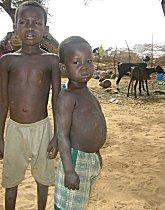
Голодающие дети в Нигере во время засухи 2005 года

Нигер по средней температуре является одной из самых жарких стран мира. Её климат обусловлен континентальным положением, близостью Сахары и экватора. Среднегодовая температура не менее +25 °C, велики среднесуточные колебания температур. Утром прохладно — около +15 °C, а к полудню температура может достигать +35 °C и выше. Времена года в Нигере выделяют не по температуре, а по режиму атмосферных осадков. Здесь различают три сезона: сухой прохладный, сухой жаркий и дождливый. Сухой прохладный сезон, вызванный северным континентальным воздушным потоком из Сахары, длится с ноября по февраль. Ночная температура достигает минимального годового значения +8 °C, но днём поднимается до +30 °C. Это самое мягкое время года — разгар туристического сезона. В сухой жаркий сезон, длящийся с февраля по июль, дневная температура достигает +40 °C, а ночная — не менее +25 °C. В это время господствует восточный ветер — Харматан, который достигает скорости в 10 м/с. Харматан часто вызывает пыльные бури и пыльный туман, на несколько дней застилающий даже южные районы страны. В апреле-мае, а на севере страны в июне-июле начинается дождливый сезон. Ветер сменяется на юго-западный, дожди с грозой идут по несколько часов в день, вызывая паводки. Максимум осадков приходится на август. Осадки распределяются неравномерно: на севере страны, в Сахаре, осадки идут лишь несколько часов в течение 2-4 дней, и выпадает около 20 мм. В некоторых районах дождей не бывает по нескольку лет. В центральных районах страны, в Сахеле, среднегодовые осадки составляют 200—250 мм и дожди идут два-четыре месяца, однако могут опоздать, или выпадает очень мало. Локальные засухи — частое явление. Лишь на крайнем юге, на границе с Бенином, ежегодно выпадает 600—800 мм осадков; число дождливых дней в году достигает 65.
Большая часть территории Нигера относится к аридной и семиаридной зонам. Потенциальное испарение достигает 2000-3000 мм в год, в несколько раз превышая количество осадков. Периодически страна сталкивается с длительными засухами. Они наблюдались в 1910—1915 гг., 1940—1944, 1968—1974, 1984—1985 гг. Повсюду понижается уровень грунтовых вод, пересыхают колодцы, страдает земледелие и скотоводство.

## Флора и фауна

### Флора

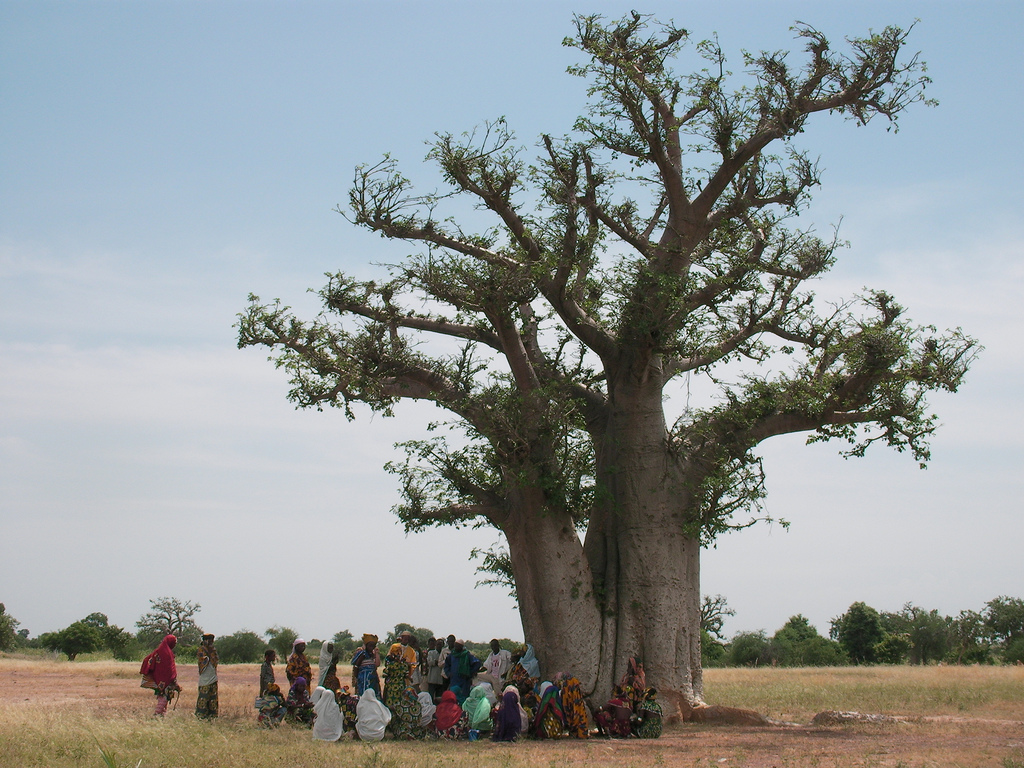
Собрание в тени баобаба

В зоне пустынь и полупустынь растительный покров крайне разрежён. В оазисах востока страны растут финиковые пальмы. В долинах плато Аир благодаря близости грунтовых вод и временным водотокам растительность более обильна, присутствуют высокие травы, деревья более многочисленны. Флора саванн представлена разнообразными акациями, низкорослыми дикими злаками, полынью. Травы и кустарники являются основным кормом для верблюдов, овец и коз. Большинство деревьев и кустарников саванны теряет листву в начале сухого сезона. В период дождей саванна покрывается быстрорастущей травой высотой до двух метров: бородачом и слоновой травой. Растительность полупустынь сильно страдает от выпаса скота и вырубки на топливо. Юг саванны лучше орошается в сезон дождей, поэтому растительность здесь обильнее: растут дерево ним, завезённое из Индии, сейба, или хлопковое дерево, баобабы, ши. Наиболее богата и разнообразна флора берегов реки Нигер. Из деревьев здесь растут манго и папайи, дающие сочные плоды, акации и пальмы. В пойме реки растёт бамбук.

### Фауна
Животный мир представлен, в основном в южно-западном регионе, возле реки Нигер: львами, бегемотами, жирафами, зебрами, фламинго, крокодилами и другими.
В Нигере обитает множество насекомых, большой вред хозяйству приносят москиты, саранча и термиты. Нигер, другие реки, а также озёра богаты рыбой. Разнообразны рептилии саванны: змеи и ящерицы, от гекконов до крупных варанов, в реке Нигер водятся крокодилы. Из птиц многочисленны страусы, орлы, белоголовые грифы, коршуны. В южной саванне обитают утки, гуси, кулики, цапли, журавли, ибисы, аисты, марабу. С октября по март в Нигере зимуют перелётные птицы с севера, в том числе и из Европы. В пустыне водятся антилопы орикс и аддакс, в саванне также встречаются газели — газель-дама и корин, гепарды, гиены и шакалы. В южной саванне, из-за освоения человеком, осталось не так много мест обитания крупных млекопитающих. Всё же здесь можно встретить жирафов, бородавочников, львов. У озера Чад и на правобережье реки Нигер кочуют два стада слонов, а в самой реке водятся бегемоты.

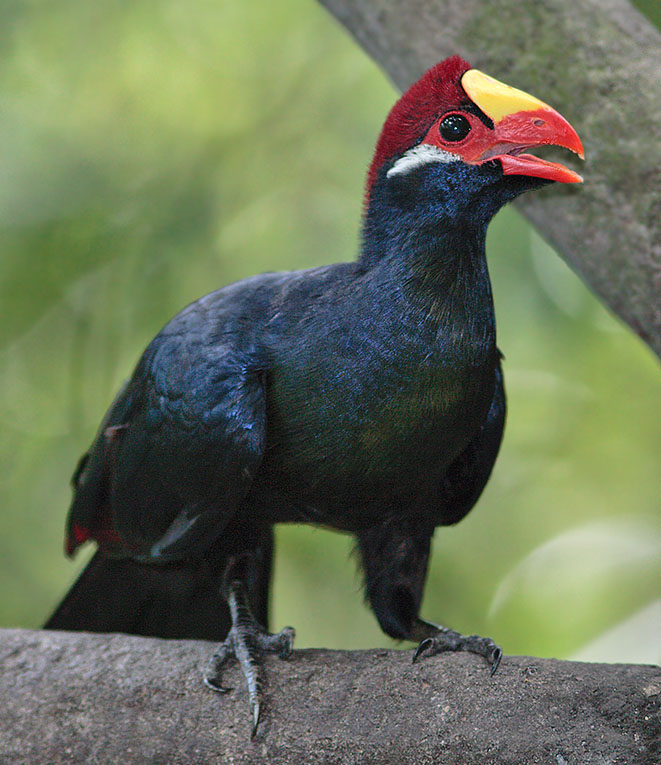
Фиолетовый гологлазый турако
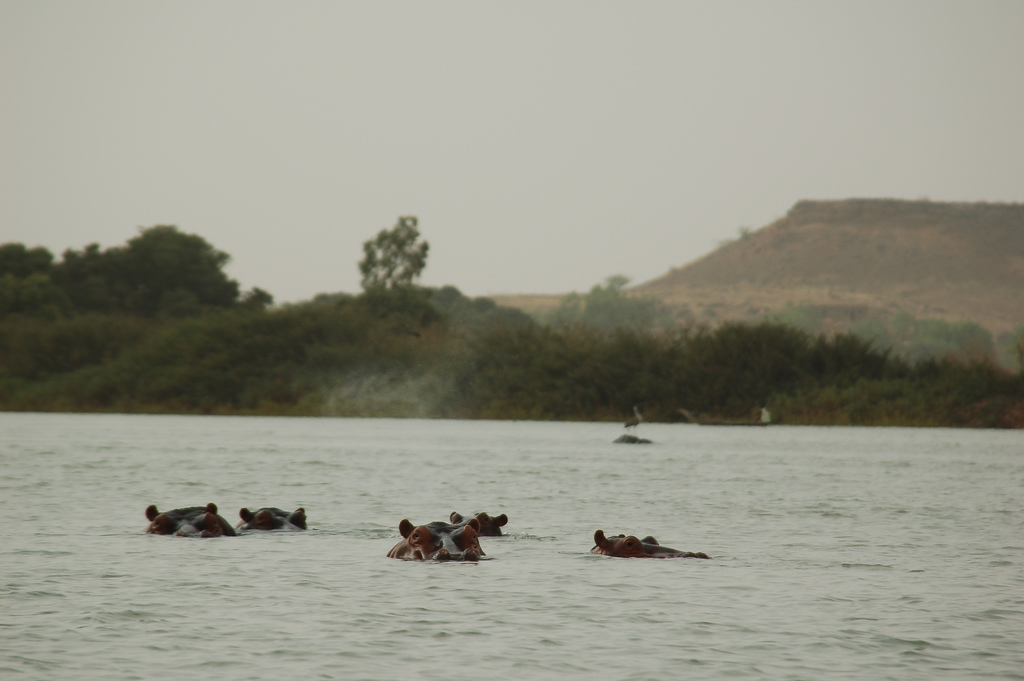
Бегемоты в реке Нигер
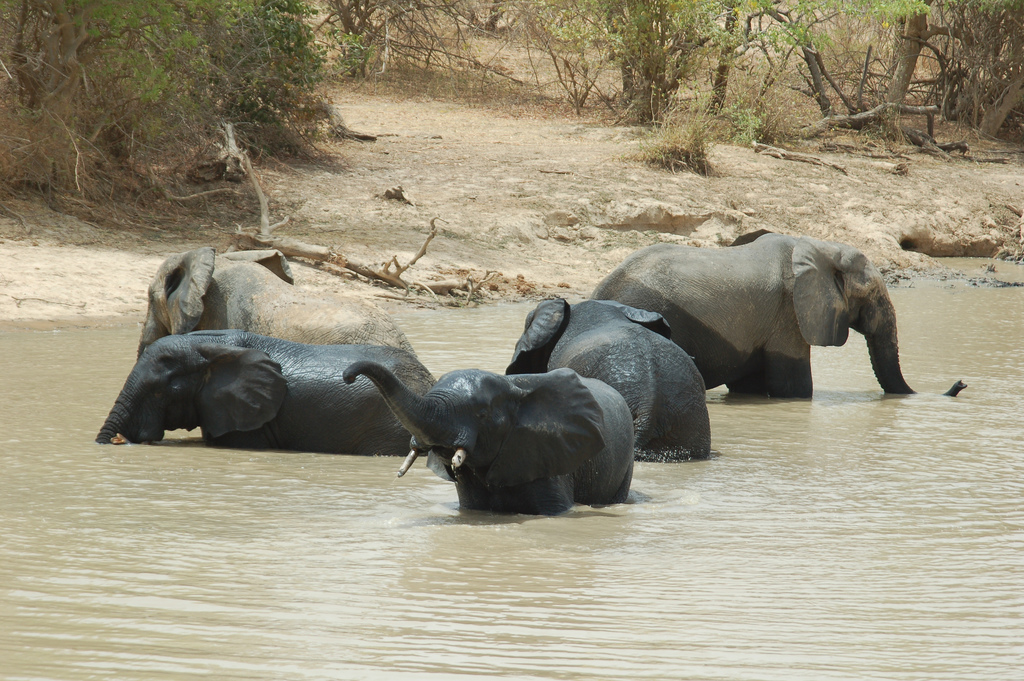
Слоны в национальном парке «Дубль Вэ»
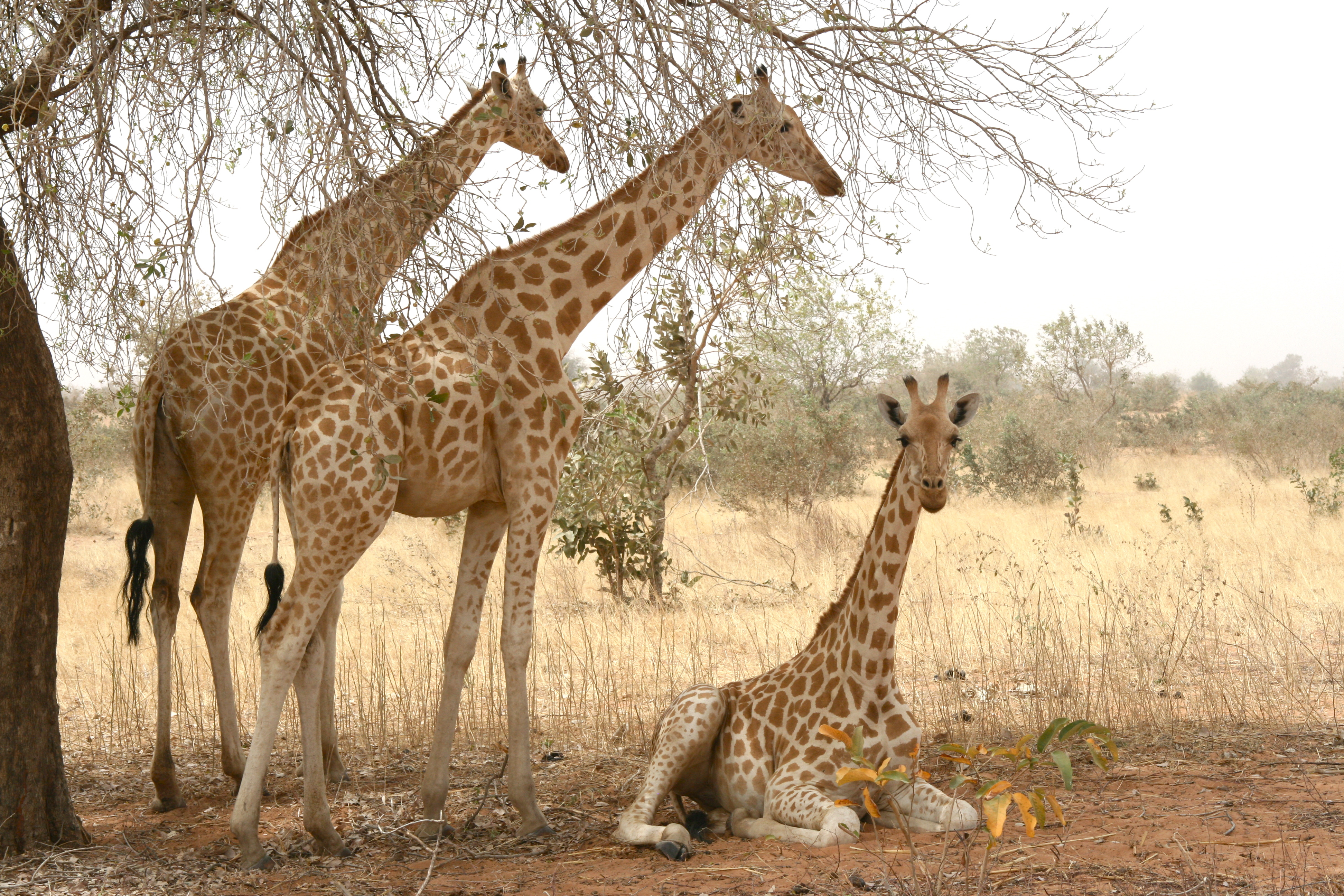
Жирафы
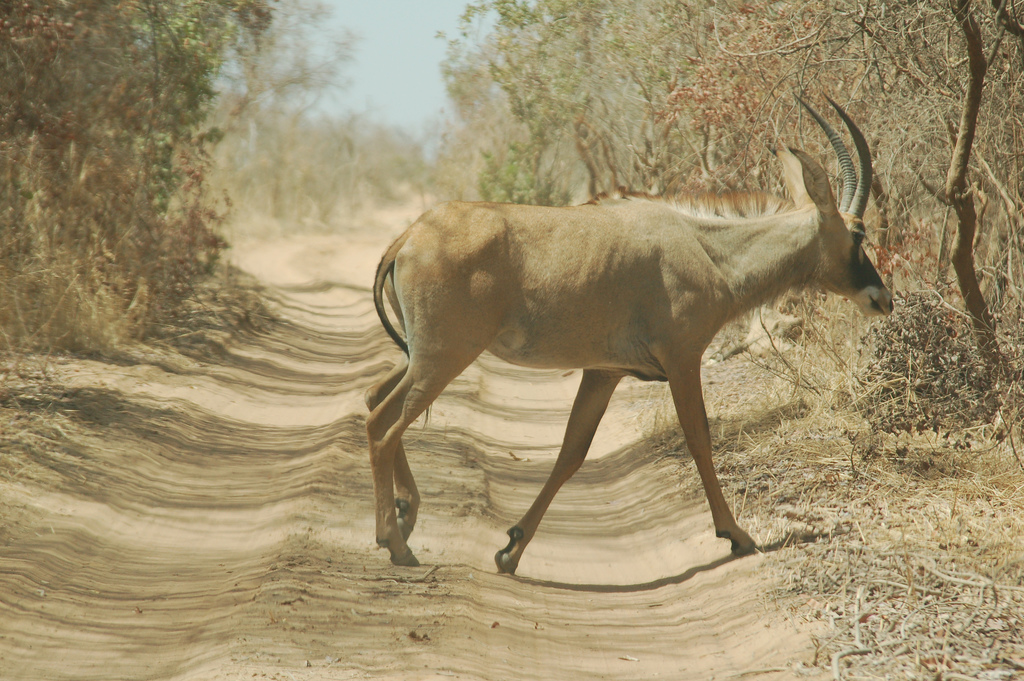
Антилопа в национальном парке «Дубль Вэ»

## История

### Доисторический период
Когда на территории современной пустыни Сахара царил относительно влажный климат, жители Нигера отличались от современных. В 7—6 тыс. до н. э. в Нигере существовала киффийская культура, представители которой были высокорослыми, имели массивное телосложение. В 5—3 тыс. до н. э. её сменила тенерийская культура, которая бесследно исчезла после высыхания Сахары. Вероятно, её уцелевшие носители мигрировали в более увлажнённые районы.

### Африканские государства

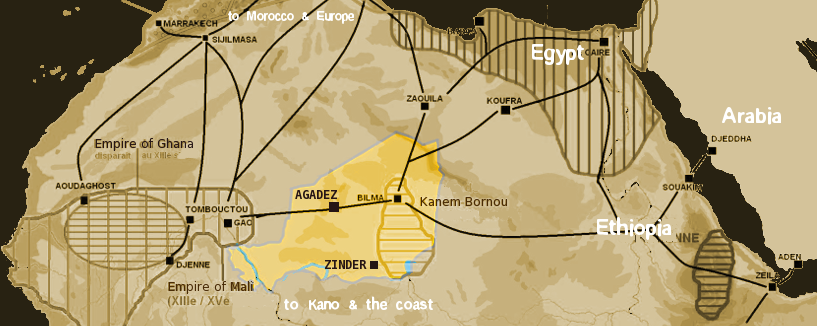
Через территорию Нигера в XV—XVIII вв. проходили караванные торговые пути

Восточная часть Нигера долгое время находилась под правлением империи Канем, а вскоре под управлением царства Борну. Западную территорию Нигера с XIII по XV века частично завоевала империя Мали, но после её краха окрепло до статуса царства соседнее княжество Сонгай, которое взяло под контроль западную часть долины реки Нигер. Однако в 1591 году Сонгайская держава была завоёвана армией султана Марокко, при этом южные регионы, находящиеся на территории современного Нигера, сохранили независимость. Здесь возникло княжество Денди во главе с Аскием Нухой, правящим из Лулани; граница с Марокко проходила на месте современной границы Мали и Нигера. Впоследствии княжество Денди распалось на несколько мелких княжеств, каждым из которых правил потомок Аския.
В XVIII веке большая часть территории Нигера перешла под власть туарегов — кочевых племён, с VII века обитавших на севере современного Нигера. Они основали султанат Агадес и имели коммерческую базу в Ниамее. Туареги не имели централизованного правительства, лишь когда сохранение их образа жизни находилось под угрозой, они объединялись в свободную конфедерацию. Юг нынешнего Нигера населяли оседлые земледельческие народы. В долине Нигера располагались сонгайские княжество Денди и королевство Досо. Восточнее находились города-государства хауса, крупнейшими из которых на территории Нигера были Маради и Дамагарам. После джихада фулани и образования халифата Сокото население нигерских государств хауса сильно увеличилось за счёт беженцев из покорённых южных городов.

### Колониальный период
Первым европейцем, попавшим на территорию Нигера, был шотландец Мунго Парк, обследовавший реку Нигер в 1805—1806 годах. Генрих Барт и Эдуард Фогель совершили в 1853—1855 экспедицию от реки Нигер к озеру Чад. Они посетили Се, Сокото, Зиндер, Гуре и Борну. В 1870 году территорию Нигера во время путешествия через Сахару в Канем-Борно пересёк Густав Нахтигаль, посетив Бильму и Нгигми. На берлинской конференции в 1884 году Нигер был включён во французскую сферу влияния. При этом точные границы должны были определяться принципом «эффективной оккупации». В 1897 году французы отправили миссию капитана Казамажу в Зиндер, столицу султаната Дамагарам. Первоначально хорошо встреченный, он был убит одной из фракций при дворе султана, опасавшейся французского влияния. Для наказания дамагарамцев и исследования области вплоть до озера Чад была снаряжена военная экспедиция под командованием капитанов Пола Вуле и Шарля Шануана. Миссия Вуле—Шануана вошла в историю Нигера своей жестокостью и кровавостью, были убиты тысячи местных жителей, множество хаусанских селений сожжено.

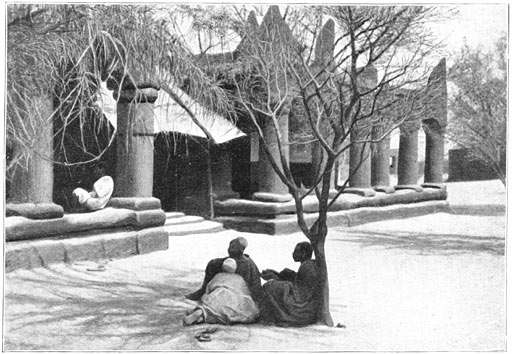
Двор султанского дворца в Зиндере (1906)

В 1900 году французы основали «военную территорию Зиндер», позже вошедшую в состав колонии Верхний Сенегал-Нигер, входившей, в свою очередь, во Французскую Западную Африку. В 1905—1906 годах мусульманские проповедники и местные султаны пытались оказать вооружённое сопротивление французам.
С 1920-х годов французские колонизаторы активно внедряли на территории Нигера выращивание различных сельскохозяйственных культур, интенсивно развивали инфраструктуру (в первую очередь — дорожную сеть) и вербовали местных жителей для работы на промышленных предприятиях в других, прибрежных колониях во Французской Западной Африке.
В 1946 году Нигер получил статус заморской территории в составе Французского Союза. Был создан выборный Генеральный совет — местный орган самоуправления. В основном, места в нём занимали вожди местных племён.
1958 — начался кризис французской колониальной империи и президент Шарль де Голль предложил африканским колониям на выбор полную независимость либо самоуправление в составе Франции, во всех колониях было проведено голосование, по его итогам Нигер становится автономной республикой французского Сообщества.

### Независимость
- 1960 — обретение независимости; парламент выбирает Амани Диори президентом страны. Диори установил в стране однопартийный диктаторский режим, в 1965 и 1970 годах избирался президентом на безальтернативной основе. Подавляющее большинство руководящих постов во всех сферах занимали представители народности джерма-сонгай (около 20 % населения, в то время как хауса всегда превышали половину).
- 1968—1973 — сильнейшая засуха — массовый падёж скота и уничтожение урожая.
- 1974 — свержение Амани Диори, в результате военного переворота во главе с лейтенантом Сейни Кунче.
- 1987 — Кунче умирает от рака мозга. На его место приходит Али Сейбу, руководитель вооружённых сил штата.
- 1989 — по новой конституции Нигер возвращается к гражданскому правлению, но в стране сохраняется однопартийная система. Сейбу избран президентом.
- 1990 — Сейбу, после волны забастовок и демонстраций, вводит многопартийность.
- 1990 — на севере начинается восстание туарегов.
- Июль 1991 — Конституционный форум лишает Сейбу его полномочий и формирует переходное правительство во главе которого становится Андре Салифу.
- 1992[уточнить] — по новой Конституции в стране состоялись первые многопартийные выборы в истории страны.
- 1993 — президентом избран Махаман Усман. Поддержавшая его коалиция — Alliance of the Forces of Change — получает большинство мест в парламенте.
- 1995 — между правительством и Революционными Вооружёнными силами Туарегов Пустыни Сахара заключено перемирие.
- В январе 1996 года в Нигере совершается второй военный переворот во главе с полковником Ибрагимом Баре Маинассарой. Президент Махаман Усман был изгнан из страны. В мае 1996 на референдуме принята новая Конституция, предоставляющая президенту дополнительные полномочия, а также ограничивающая политическую деятельность в стране. В июле 1996 года Маинассара побеждает на президентских выборах. Сами выборы прошли с нарушениями: все прочие кандидаты были посажены под домашний арест. Маинассару критиковали за репрессивные действия, на него было произведено несколько покушений[32][33].
- Апрель 1999 — майор Дауда Малам Ванке наследует президентскую власть после убийства Маинассары его телохранителями.
- Август 1999 — новая конституция, одобренная на референдуме, восстанавливает баланс между законодательной и исполнительной ветвями власти.
- Октябрь-ноябрь 1999 — президентом избран Мамаду Танджа; его партия — Национальное Движение за Общество в Развитии (the National Movement for the Society in Development) получает большинство мест в парламенте.
- Январь 2001 — в Нигере запрещена охота на ряд животных, в том числе львов и жирафов.
- 2004 — Мамаду Танджа избран президентом на второй срок.
- В августе 2009 года Танджа отказался сложить полномочия и инициировал референдум по внесению поправок в конституцию, в том числе отмены ограничения на число президентских сроков и предоставляющие ему дополнительные полномочия. Поправки были приняты, несмотря на протесты оппозиции. Конституционный суд, который признал их незаконными — распущен; также был распущен парламент[34]. В стране нарастало недовольство президентом.
- 2010 — 18 февраля военные Нигера совершили государственный переворот. Было объявлено о создании Высшего совета по восстановлению демократии, приостановлено действие конституции страны,. Президент Танджа захвачен, майор Салу Джибо был объявлен главой военной хунты, которая должна была организовать законные президентские выборы[35]; военные пообещали, что никто из них или из членов временного правительства не будет участвовать в выборах. 
 31 октября на конституциональном референдуме 90,2 % голосов (при явке в 52 %) была принята новая Конституция, провозгласившая седьмую республику[36].
- 2011 года — 31 января и 12 марта прошли президентские выборы, вместе с парламентскими. Новым президентом стал Махамаду Иссуфу. 7 апреля прошла инаугурация, в ходе которой Салу Джибо передал власть законно избранному президенту. В мае власти Нигера освободили из тюрьмы бывшего президента Мамаду Танджу, пробывшего в заключении около 14 месяцев. 
 На выборах 2016 года Иссуфу был переизбран.
- 31 марта 2021 года, за несколько дней до инаугурации избранного президента Мохамеда Базума, произошла попытка государственного переворота; 2 апреля Базум был приведён к присяге и вступил в должность.
- 26 июля 2023 года военные Нигера свергли законно избранного президента Базума, якобы за его «плохое исполнение своих же обязанностей». Силы охраны президента закрыли границы страны, приостановили деятельность государственных учреждений и объявили комендантский час. Командующий президентской гвардией генерал Абдурахаман Чиани провозгласил себя лидером новой военной хунты. Переворот был широко осужден международным сообществом и западноафриканским региональным блоком ECOWAS.
- В июле 2024 года Нигер, Буркина-Фасо и Мали образовали Конфедерацию государств Сахеля.

## Политическое устройство

### Государственный строй
Государственный строй Нигера — республика. Глава государства — президент Мохамед Базум (со 2 апреля 2021).
Парламент — однопалатная Национальная Ассамблея (113 депутатов, избираемых населением на 5-летний срок с возможностью однократного переизбрания).
Конституцией Нигера (ст. 167) признаются традиционные вожди в качестве носителей обычного права.

### Политические партии
Политические партии по итогам парламентских выборов в январе 2011:
- Нигерская партия за демократию и социализм (Тарайя) — 39 депутатов
- Национальное движение за общество развития (Нассара) — 26 депутатов
- Нигерское демократическое движение за африканскую федерацию (Моден/Лумана) — 24 депутата
- Нигерский альянс за демократию и прогресс (Заман Лахия) — 8 депутатов
- Объединение за демократию и прогресс (Джамаа) — 7 депутатов
- Союз за демократию и республику (Таббат) — 6 депутатов
- Демократический и социальный конвент (Рахама) — 2 депутата
- Союз независимых нигерцев — 1 депутат
- Социал-демократическое объединение (Гаскийя) — 0 депутатов

### Внешняя политика
17 сентября 2023 года был создан Альянс государств Сахеля.

## Вооружённые силы

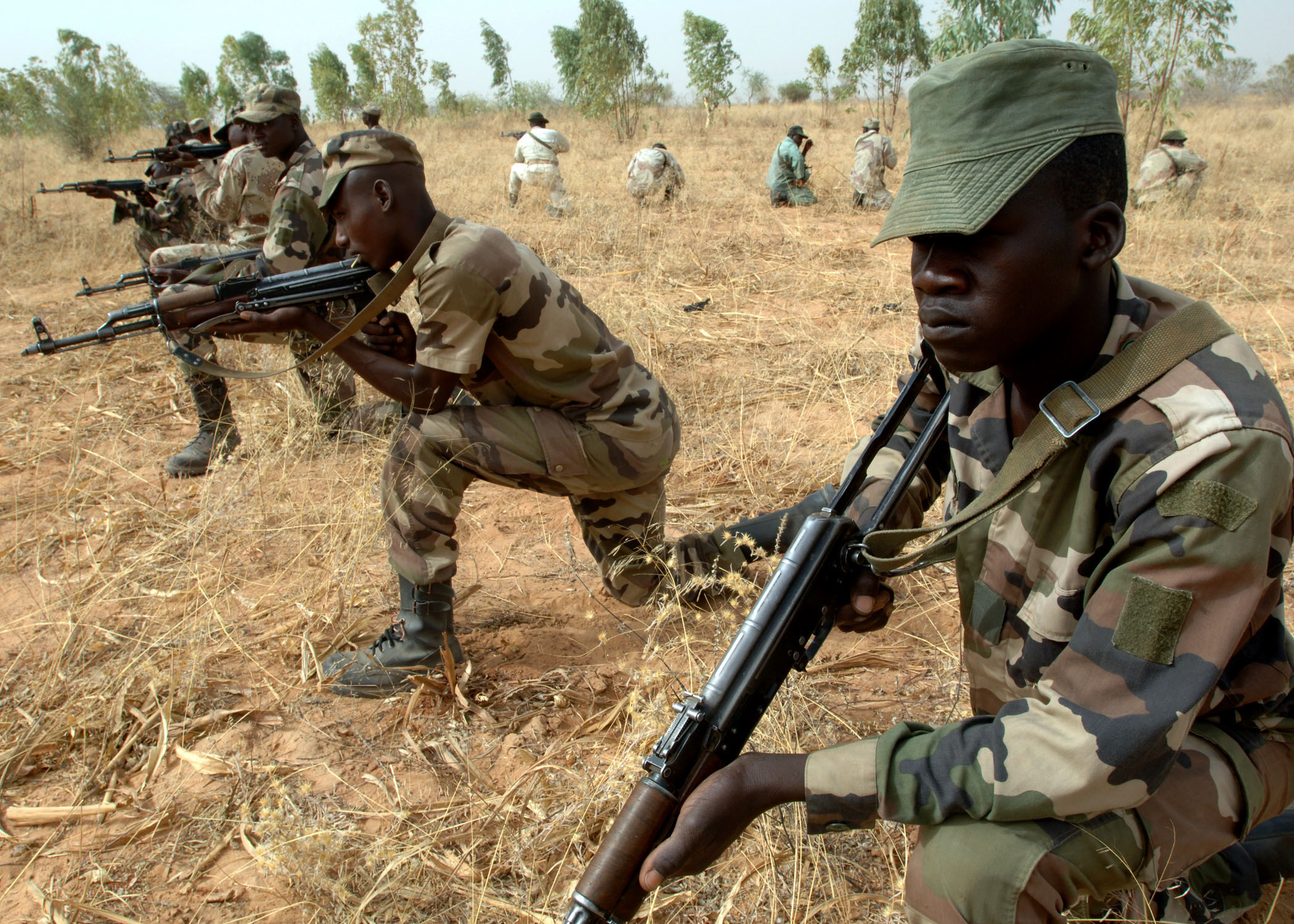
Солдаты вооружённых сил Нигера на учениях

Вооружённые силы Нигера (Forces Armees Nigeriennes, FAN) насчитывают 5300 человек регулярного состава и около 5400 человек обслуживающего персонала. Действует выборочный призыв на военную службу. Призываются неженатые мужчины 17—21 лет на 2 года, женщины могут по желанию служить в санитарных частях. На военные нужды тратится 1,1 — 1,3 % ВВП, что является сравнительно низким показателем.

## Административно-территориальное деление

Регионы Нигера

В административном отношении делится на столичный округ Ниамей и 7 регионов, которые в свою очередь разделяются на 36 департаментов. Департаменты состоят из городских и сельских коммун.
| №     | Регион    | Административный центр | Площадь, км² | Население, чел. (2012) | Плотность, чел./км² |
| ----- | --------- | ---------------------- | ------------ | ---------------------- | ------------------- |
| 1     | Агадес    | Агадес                 | 667 799      | 487 620                | 0,73                |
| 2     | Диффа     | Диффа                  | 156 906      | 593 821                | 3,78                |
| 3     | Досо      | Досо                   | 33 844       | 2 037 713              | 60,21               |
| 4     | Маради    | Маради                 | 41 796       | 3 402 094              | 81,40               |
| 5     | Ниамей    | Ниамей                 | 255          | 1 026 848              | 4026,85             |
| 6     | Тахуа     | Тахуа                  | 113 371      | 3 328 365              | 29,36               |
| 7     | Тиллабери | Тиллабери              | 97 251       | 2 722 482              | 27,99               |
| 8     | Зиндер    | Зиндер                 | 155 778      | 3 539 764              | 22,72               |
| Всего | Всего     | Всего                  | 1 267 000    | 17 138 707             | 13,53               |

## Население

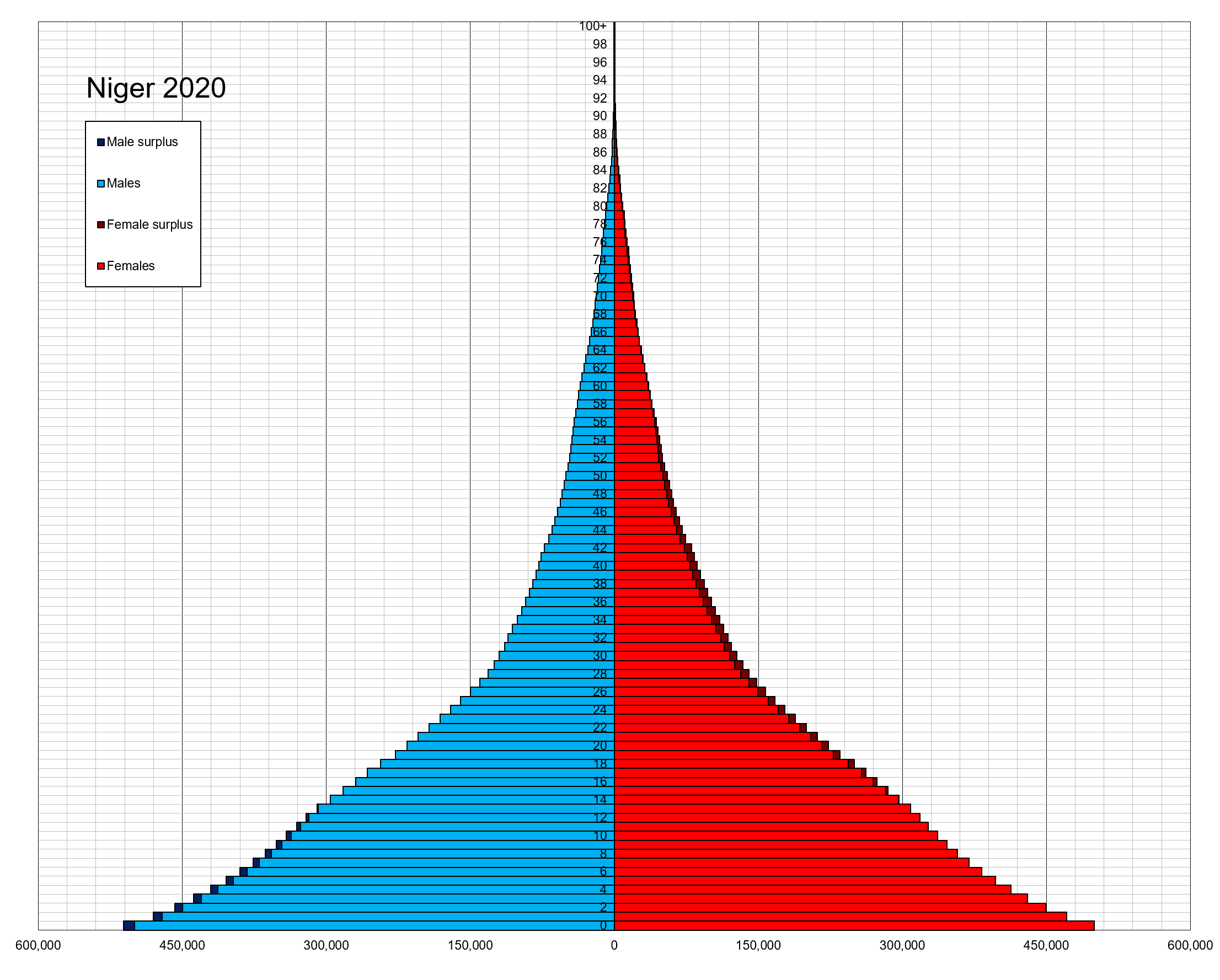
Возрастно-половая пирамида населения Нигера на 2020 год

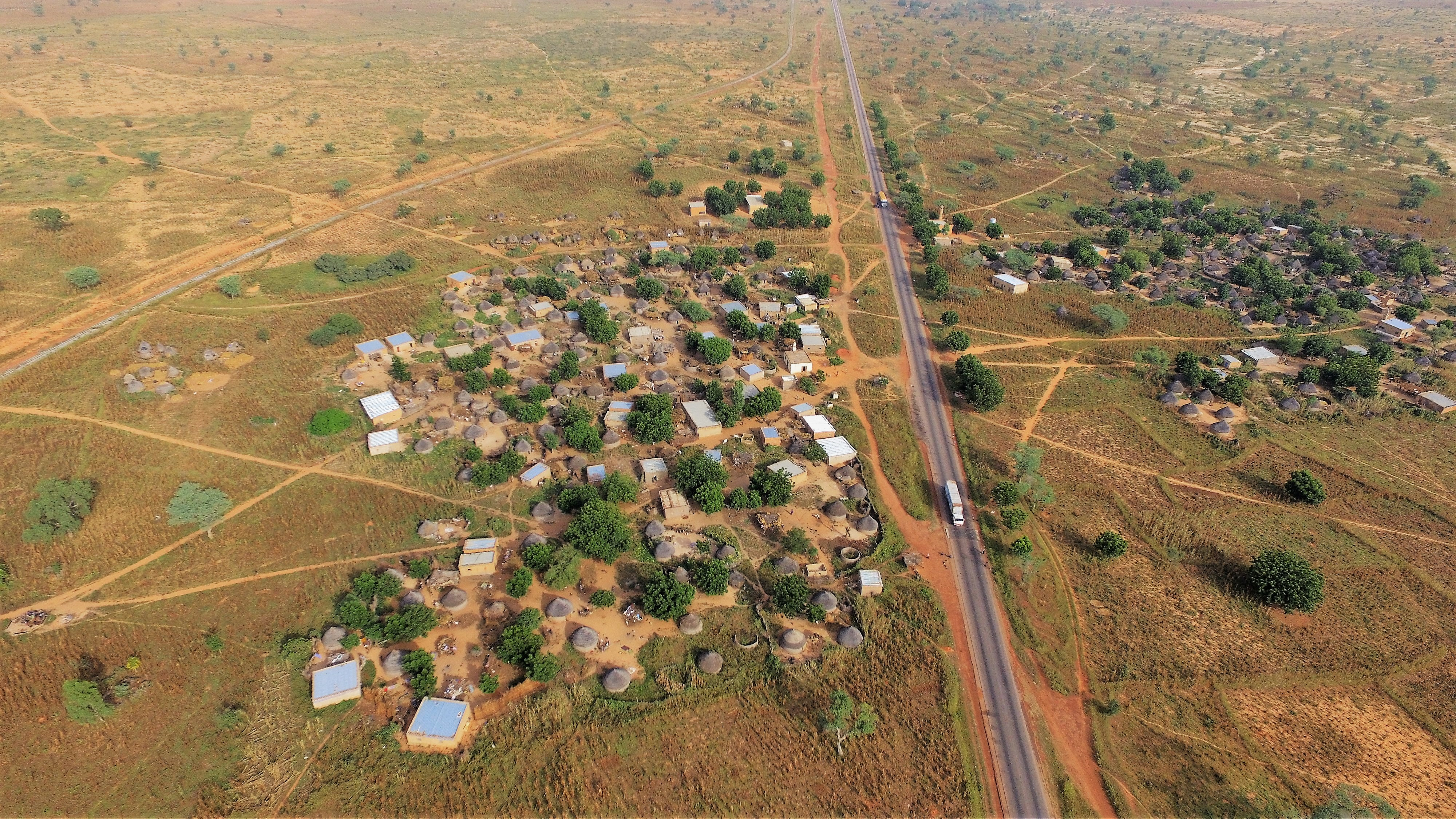
Поселение

### Демография
- Численность населения — 23 млн (оценка на 2019 год).
- Годовой прирост — 3,7 % (в 2010, 1-е место в мире).
- Рождаемость — 51,1 на 1000. Суммарный коэффициент рождаемости — самый высокий в мире — 6,49 рождений на женщину (2017)[44].
- Смертность — 14,5 на 1000.
- Средняя продолжительность жизни: 52 года у мужчин, 54 года у женщин.
- Средний возраст — 15 лет, 68 % населения младше 25 лет[45].
- Младенческая смертность — 115 на 1000 (3-е место в мире).
- Заражённость вирусом иммунодефицита (ВИЧ) — 0,8 % (оценка на 2007 год).
- Грамотность населения — около 28 % (43 % мужчин, 15 % женщин, оценка 2005 года).
- Городское население — 16 % (в 2008).

### Этнография

Карта расселения народностей Нигера
Хауса
Джерма
Туареги
Фульбе
Канури
Тубу
Арабы
Гурма

Нигер — многонациональное государство. По территории страны проходит граница расселения европеоидной и негроидной рас. Более 90 % населения страны принадлежат к негроидной расе. Туареги, проживающие на севере — к средиземноморскому типу европеоидной расы. Фульбе являются смешанным народом.
Большинство населения Нигера (55,4 %) составляют хауса, населяющие юг страны вдоль границы с Нигерией, от Догондучи на западе до Зиндера на востоке. Регионы Маради и Зиндер также называют «страной хауса». Хауса также составляют значительную часть населения региона Тахуа и Ниамея. Хауса происходят из плато Аир, о чём сохраняют устные предания, в прошлом они были основателями многих эмиратов, султанатов и городов-государств. Различные этнографические группы хауса называют себя по имени существовавших или существующих (в традиционной форме) государств. Так, в хауса Нигера включают в себя гобирава (город-государство Гобир, традиционный правитель — саркин Гобира — проживает на территории Нигерии), кацинава или марадава (государства Кацина, правитель — саркин Кацины, изгнанный народом фульбе в Маради), дамагарава (султанат Дамагарам), даурава (государство Даура), коннава (город Бирнин-Конни), адерава, маури и другие. Хауса — земледельцы, ремесленники и торговцы.

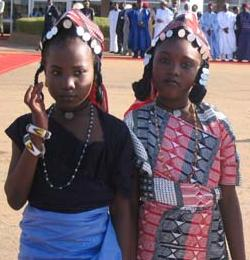
Девушки народа джерма

Весьма многочисленны сонгаи, вместе с родственными им джерма, денди, куртей и вого, составляющие 21 % населения Нигера. Помимо Нигера многие сонгай проживают в соседнем Мали, а денди — в Бенине. В Нигере сонгай и джерма занимают западную часть страны, долину реки Нигер. Джерма составляют большинство населения Ниамея. В прошлом джерма славились военным искусством, до сих пор у них высок престиж военной аристократии. В Досо находится резиденция джермакоя — традиционного предводителя всех джерма. Во время колониализма джерма помогали французам подавлять восстания других народов. Джерма и сонгай более других народов воспринимают западную культуру.
Туареги составляют 9,3 % населения страны. Они населяют в основном север страны, регион Агадес, пограничные с ним департаменты других регионов, а также долину реки Нигер. Туареги проживают также в соседних с Нигером Мали, Алжире и Ливии. Многие туареги ведут кочевой образ жизни, занимаются, в основном, животноводством. В Нигере туареги появились в X веке, будучи вытеснены арабами из Северной Африки. Туареги объединены в конфедерации племён, большим авторитетом пользуется военная аристократия, избирающая из своих рядов вождей племён и конфедераций, а также султана Аира — традиционного главу всех туарегов Нигера.
Фульбе (фулани на языке хауса) расселены среди других народов Нигера и составляют 8,5 % населения страны. Распространённые по всей Западной Африке, фульбе имеют репутацию профессиональных пастухов. Они селятся среди земледельческих народов, особенно среди хауса, и берут у них скот на выпас, обменивая продукты животноводства на земледельческие товары. Фульбе ведут кочевой и полукочевой образ жизни. Осевшие фульбе сочетают скотоводство с земледелием, возвращаясь в родные деревни к сбору урожая.
Канури и родственные им Манга составляют 4,7 % населения Нигера. Они проживают на юго-востоке страны, в регионе Диффа, около озера Чад. Большая часть канури живёт в Нигерии и Чаде. В средневековье они были создателями государств Канем и Борно. Современные места расселения канури заняли в результате многочисленных миграций, при этом различные их группы помнят место своего происхождения. В основном, канури — земледельцы, но некоторые племена занимаются и животноводством, ведя полукочевой образ жизни. Из ремёсел наиболее распространено изготовление изделий из кожи.
Тубу составляют основу скотоводческого населения востока страны — она расселены в оазисах Джадо, Кавар и плато Термит. В отличие от других кочевников Нигера, туарегов и фульбе, тубу принадлежат к негроидной расе. Их именуют «чёрными кочевниками Сахары». Большинство тубу проживают в Чаде и Ливии, в Нигере их около 40 тыс. человек (0,4 % населения). Традиционным вождём нигерских тубу является султан Кавара. Тубу ведут кочевой и полукочевой образ жизни, разводят верблюдов и коз. Осевшие в оазисах тубу владеют финиковыми пальмами и соляными промыслами, а также выращивают ячмень, просо и пшеницу. Многие тубу также занимаются караванной торговлей.
Арабы в Нигере малочисленны, их проживает около 40 тысяч человек (0,4 % населения). Большинство принадлежит кланам Улед Слиман, Шоа и Канеми. В Нигер они мигрировали в начале XX века, поселившись в приграничных с Ливией районах, а также на юго-западе страны. В Нигере проживает также 5-6 тысяч европейцев — в основном, французов. Большинство из них — преподаватели и технические специалисты, работающие в стране определённый срок. Наибольшие группы европейцев проживают в Ниамее и других крупных городах.

### Языки
Официальный язык Нигера с 2025 года — хауса. До 2025 года таковым в стране являлся французский. Используется также множество других местных языков: арабский, фула, будума, гурманчема, канури, каадо, тамашек, тасавак и др.

### Религия
Господствующей религией в стране является ислам суннитского толка (80 % населения). У мусульман Нигера наиболее распространена маликитская религиозно-правовая школа. В южных районах страны влиятелен суфийский орден тиджания, в центральных — кадырия.
Численность христиан (110 тыс. в 2010 году) значительно выросла за последние десятилетия (в 1970 году в Нигере было 17 тыс. христиан, в 2000 — 58 тыс.). Большинство христиан — протестанты (80 тыс.), помимо них имеются общины католиков (30 тыс.) и Свидетелей Иеговы. Наиболее крупные протестантские конфессии — евангелисты и пятидесятники (в том числе из Ассамблей Бога).
По оценкам, 7 % населения страны придерживаются местных африканских верований; их доля в общем населении страны неуклонно снижается. В стране также существуют группы бахаистов (5,7 тыс.) и сикхов (3,3 тыс.).

### Города
Нигер — одна из наименее урбанизированных стран в мире, в городах проживает 16 %; 84 % населения — жители сельской местности.
| №  | Название     | Регион | Население |
| -- | ------------ | ------ | --------- |
| 1  | Ниамей       | Ниамей | 1 203 766 |
| 2  | Зиндер       | Зиндер | 361 853   |
| 3  | Маради       | Маради | 191 367   |
| 4  | Агадес       | Агадес | 118 244   |
| 5  | Арлит        | Агадес | 128 807   |
| 6  | Тахуа        | Тахуа  | 117 826   |
| 7  | Досо         | Досо   | 74 392    |
| 8  | Бирнин-Конни | Тахуа  | 68 329    |
| 9  | Тесава       | Маради | 47 354    |
| 10 | Гая          | Досо   | 50 039    |

## Экономика

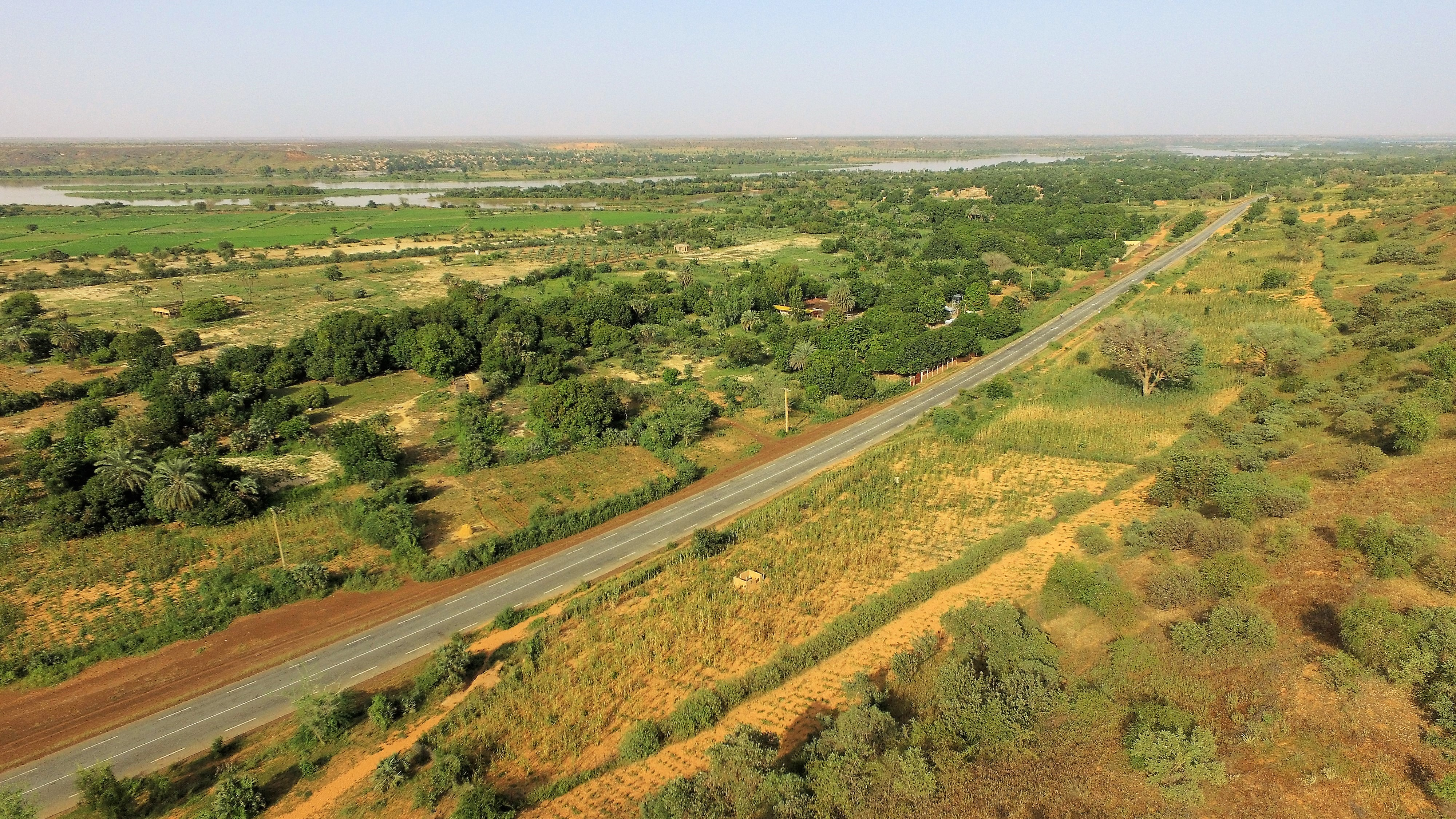
Используемые поля в Нигере

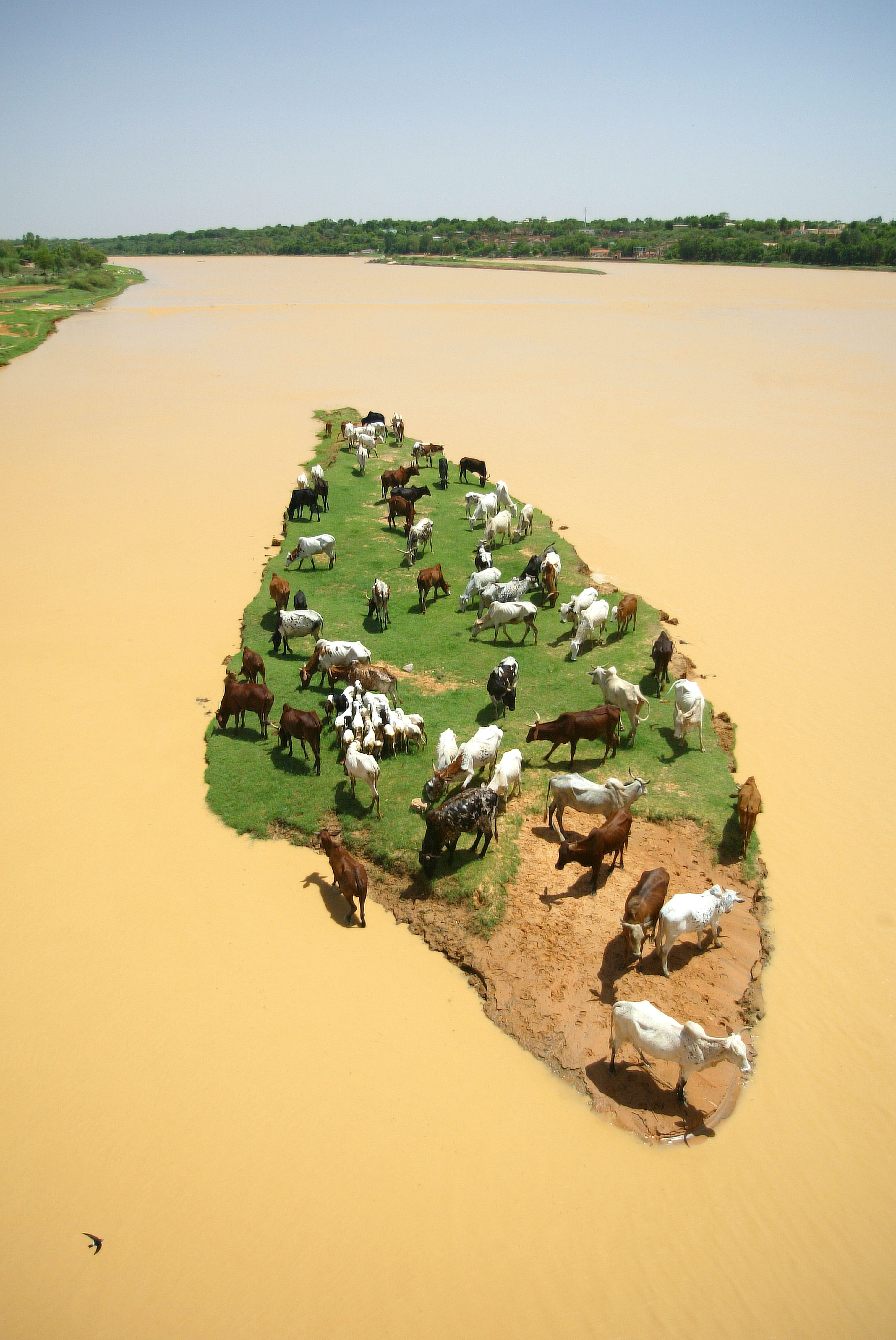
Скот пасётся на одном из островов реки Нигер

Преимущества: огромные запасы урана (5-е место в мире по добыче — 2983 тонны в 2019 году). В конце 90-х гг. открыты месторождения нефти и газа.
Слабые стороны: зависимость от иностранной помощи. Рост долгов после падения цен на уран в 80-е гг. Лишь 3 % земли пригодны для сельского хозяйства. Неразвитая инфраструктура, частые засухи, нестабильность.
Природные ресурсы — месторождения урана, железной руды, фосфоритов, угля, олова, вольфрама, тантала, молибдена, золота, марганца.
Нигер — одна из беднейших стран мира. ВВП на душу населения в 2009 году — 700 долл. (222-е место в мире). Ниже черты бедности — 41,4 % населения. Страна имеет один из самых низких в мире индекс человеческого развития.
Нигер — аграрная страна с развивающейся уранодобывающей промышленностью. Добыча урановой руды, касситерита. Кочевое скотоводство. Ремёсла. Предприятия по переработке сельскохозяйственного сырья. Рыболовство. Выращивают сахарный тростник, арахис, сорго, хлопчатник, просо, маниок.

### Добывающая промышленность

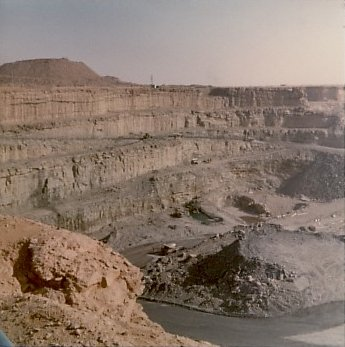
Урановый карьер у города Арлит, 1981

Добыча урана является важной отраслью экономики страны. Залежи урановой руды были обнаружены совершенно случайно французской комиссией по атомной энергии в 1958 году. Обследование и оценка месторождения в Арлит, проведённые в 1966 году, подтвердили возможность экономического использования месторождений, и в 1971 году Нигер отправил на экспорт первую партию урановой руды в 400 тонн. Объём добываемого урана постоянно увеличивался, достигнув 4,5 тысяч тонн в 1980 году, при этом Нигер вышел на второе место в мире по добыче урана, а доходы от его экспорта составили до 50 % государственного бюджета. В 1980-х годах случился урановый крах — снижение мирового спроса вместе с избыточностью производства в других странах привели к падению мировых цен. Добыча урана в Нигере снизилась до 2 тысяч тонн в начале 1990-х годах. К 1990-му году страну покинули до 80 % иностранцев, большинство из которых было связано с добычей урана. В настоящее время урановая отрасль медленно приходит в себя, годовая добыча урановой руды превысила 3,5 тысяч тонн, а соответствующая доля доходов государства выросла до 8 %.

### Обрабатывающая промышленность
В структуре ВВП сектор промышленного производства занимает 17,76 %. В стране производится цемент, налажена текстильная промышленность, а также производятся мыло и напитки.
Действуют предприятия по переработке сельскохозяйственного сырья: несколько заводов по очистке арахиса, маслобойни в городах Маради, Магариа и Матамее, небольшие рисоочистительные и хлопкоочистительные фабрики, завод безалкогольных напитков и молокозавод, текстильная фабрика, кожевенные заводы в Зиндере и Маради, фабрика изделий из пластмассы, фабрика металлоизделий в Ниамее. Важное значение имеют ремесла, дающие продукцию на внутренний рынок.

### Сельское хозяйство
В сельском хозяйстве занято 80-90 % трудоспособного населения, оно даёт 39 % ВВП. Из-за жаркого климата и пустынной местности обрабатывается только 3,5 % территории страны. Сельское хозяйство полностью зависит от количества выпавших осадков, частых засух. Главная потребительская культура — просо (2,1 млн т), а также сорго, маниок, рис, батат, ямс. Ведется сбор гуммиарабика, капока, ядер карите. Основная экспортная культура — арахис, скупку и продажу которого на внешних рынках осуществляет Национальное общество арахиса. На экспорт выращиваются также хлопок, табак, финики, овощи. Пастбищное животноводство, преимущественно кочевое и полукочевое, частично отгонное, даёт средства к существованию 20 % населения Нигера.

### Транспорт

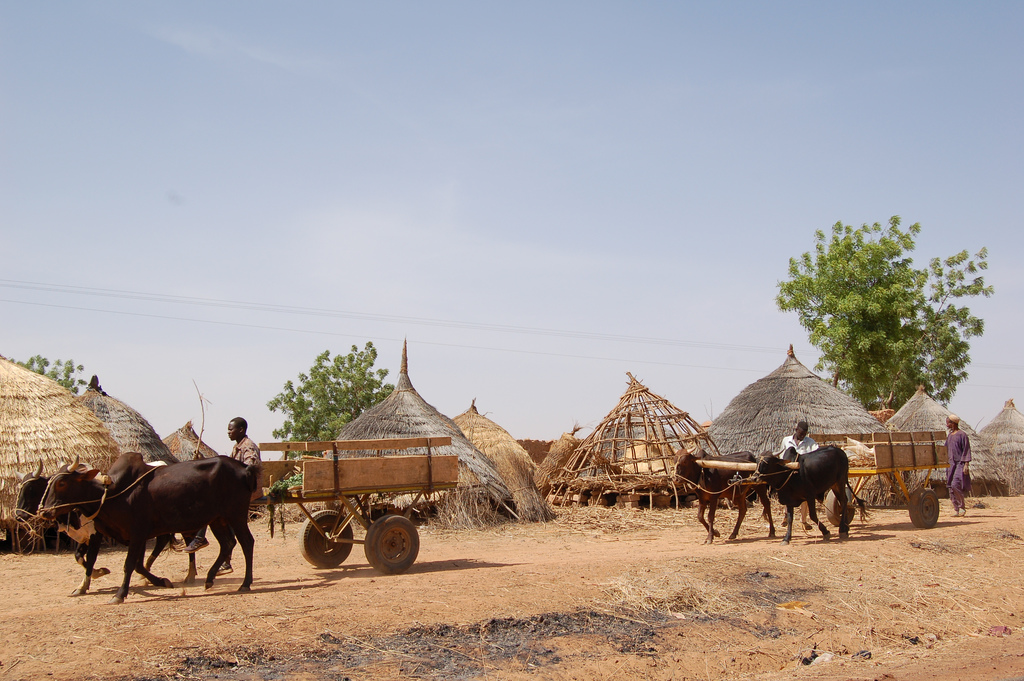
Гужевые повозки в регионе Диффа.

Железных дорог в Нигере нет. Экспортные и импортные товары везутся автомобильным транспортом до городов Параку в Бенине и Кано в Нигерии, а оттуда — железной дорогой до портов Котону и Лагоса. Строительство железных дорог и обеспечение выхода к морю — важнейшая задача развития транспорта в Нигере. Существуют проекты продления железнодорожных веток из Бенина, из Нигерии, а также строительства транссахарской и транссахельской железных дорог.

### Связь и телекоммуникации
Международный телефонный код Нигера +227. Интернет-домен страны .ne.
Мобильные операторы: Orange Niger, Airtel, MOOV, Sahelcom.
Количество пользователей интернета в Нигере за 2017 год удвоилось, ранее, по состоянию на 2013 год, процент пользователей оценивался в 1,41 %.
Количество абонентов сотовых сетей в Нигере, в 2016 году, на основе данных ЦРУ США оценивалось в 9 791 тыс. штук (88 место в мире).

### Туризм
Ежегодно страну посещают более 60 тыс. человек (данные 2006 года) 36 тыс. (60 %) — из других стран Африки; 17 тыс. европейцев, в основном французов.
Стоимость пребывания в Ниамее составляет $128 в сутки, за пределами столицы она значительно ниже. Для получения визы необходимы прививки от жёлтой лихорадки и холеры.

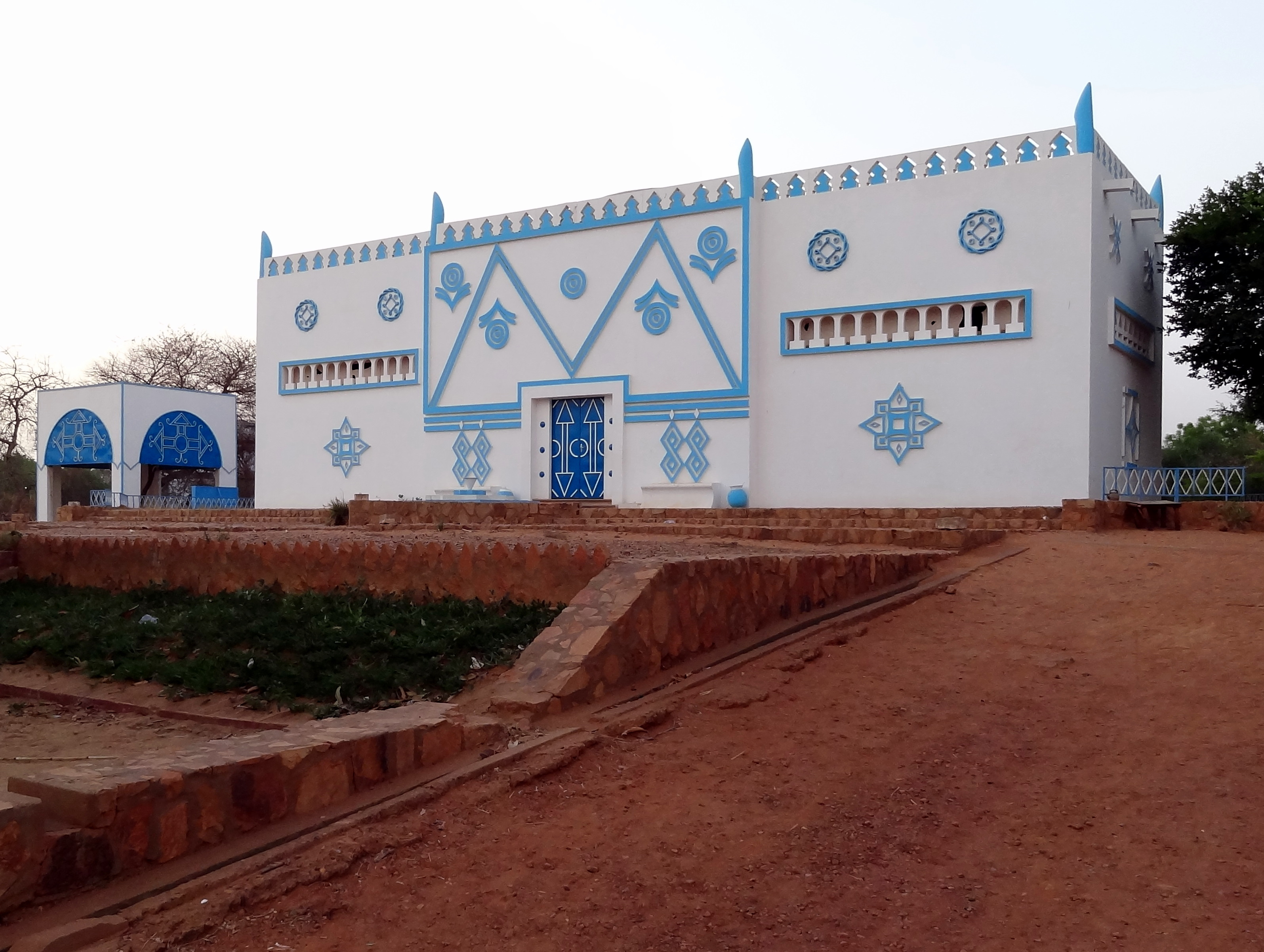
Национальный музей Нигера
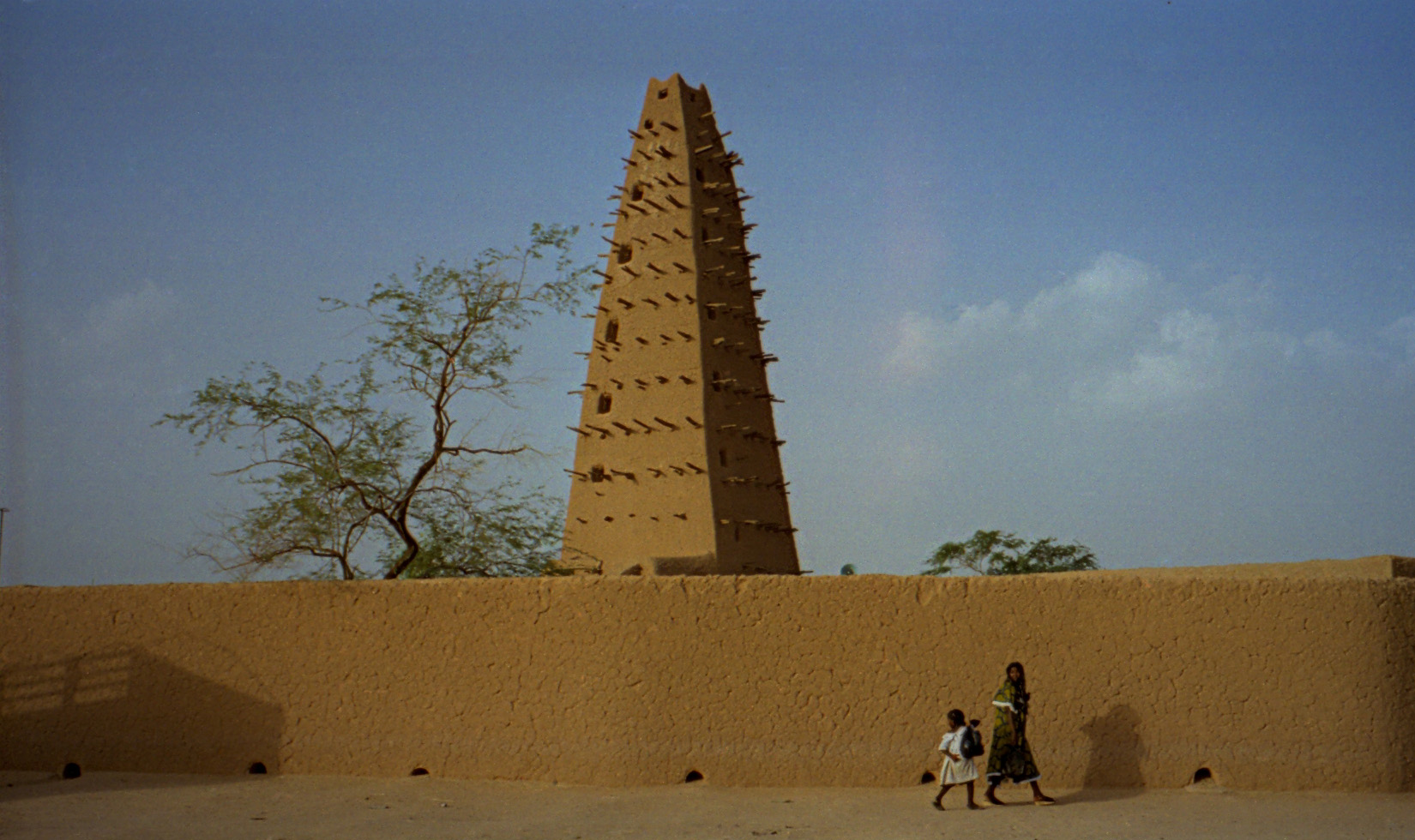
Глиняная мечеть в Агадесе
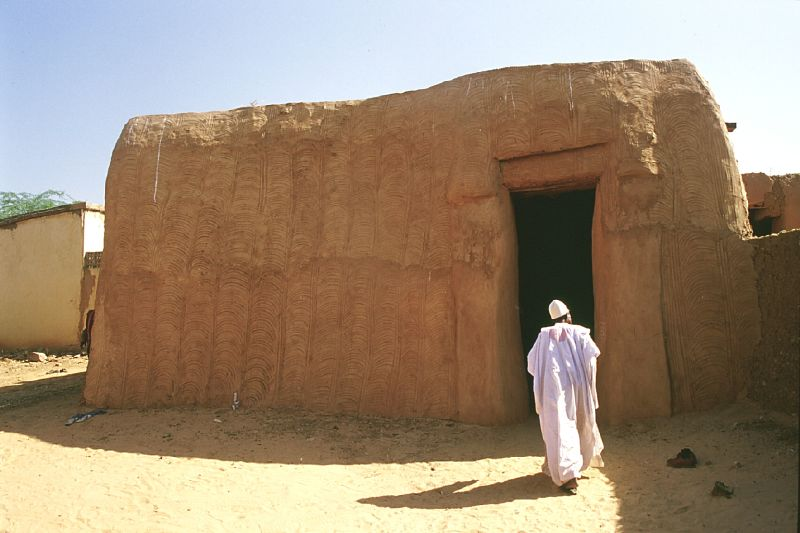
Традиционный дом в городе Зиндер
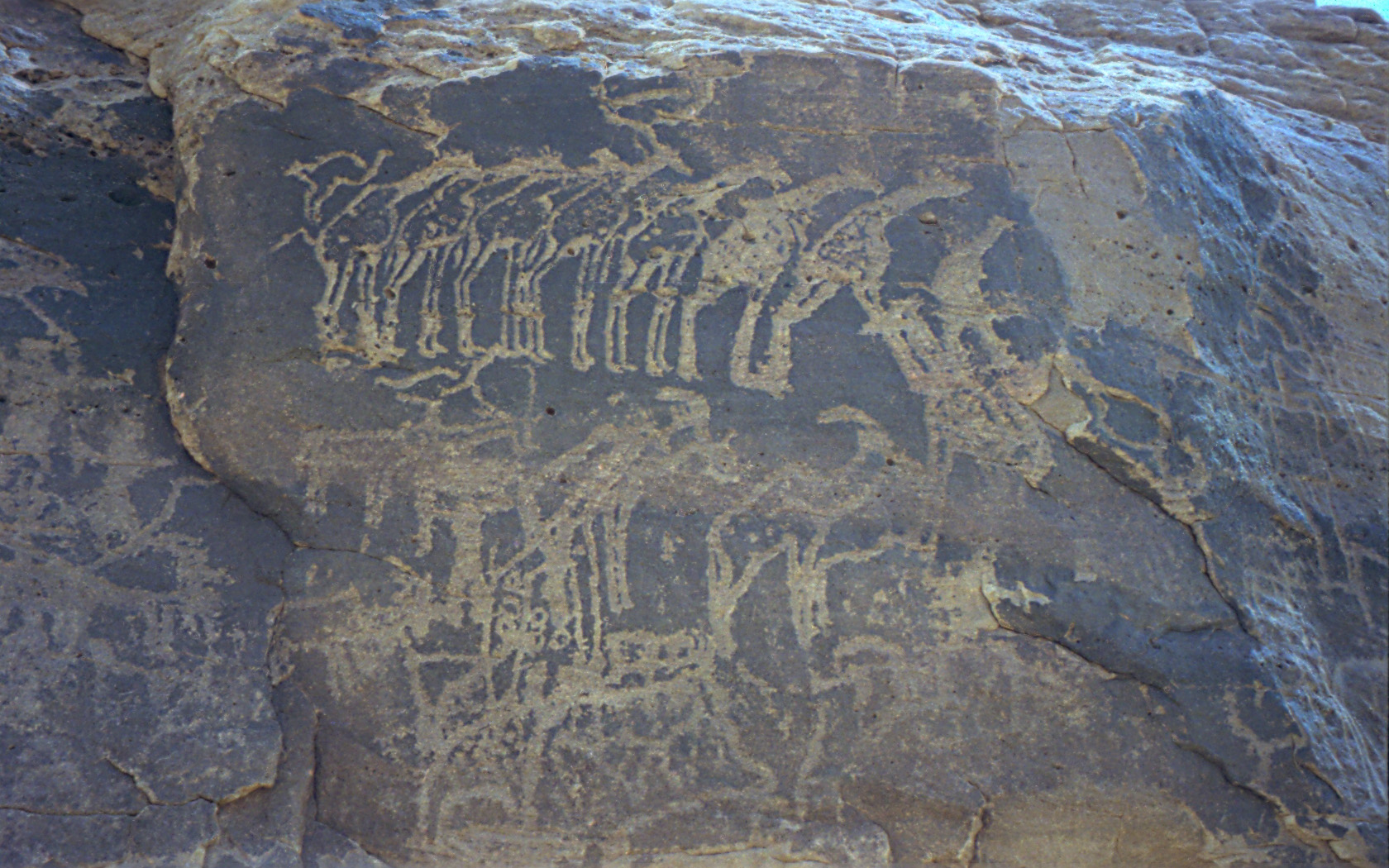
Петроглифы в Сахаре

### Внешняя торговля
По данным на 2017 год
- Экспорт составил ок. 603 млн долл.: урановые концентраты (до 55 % стоимости), нефтепродукты (до 16 % стоимости), масличное сырьё, золото, арахис, продукция скотоводства.

Основные покупатели товаров из Нигера — Франция 45 %, Мали 16 %, КНР 16 %, Южная Корея 11 %.
- Импорт составил ок. 931 млн долл.: продовольственные товары, продукция машиностроения и химической промышленности, транспортное оборудование, нефтепродукты, промышленные товары.

Основные поставщики — Франция 18 %, Индия 12 %, Гана 11 %, Китай 10 %.
Входит в международную организацию стран АКТ.

## СМИ
Государственная телерадиокомпания Нигера — ORTN (Office de radiodiffusion télévision du Niger — «Управление радиовещания и телевидения Нигера») создана 11 февраля 1967 года. Первая радиостанция — Voix du Sahel (входит в ORTN) запущена 31 июля 1958 года, первый телеканал — Télé Sahel (входит в ORTN) в 1964 году, второй государственный телеканал Tal TV — 18 декабря 2001 года.

## Культура и общество

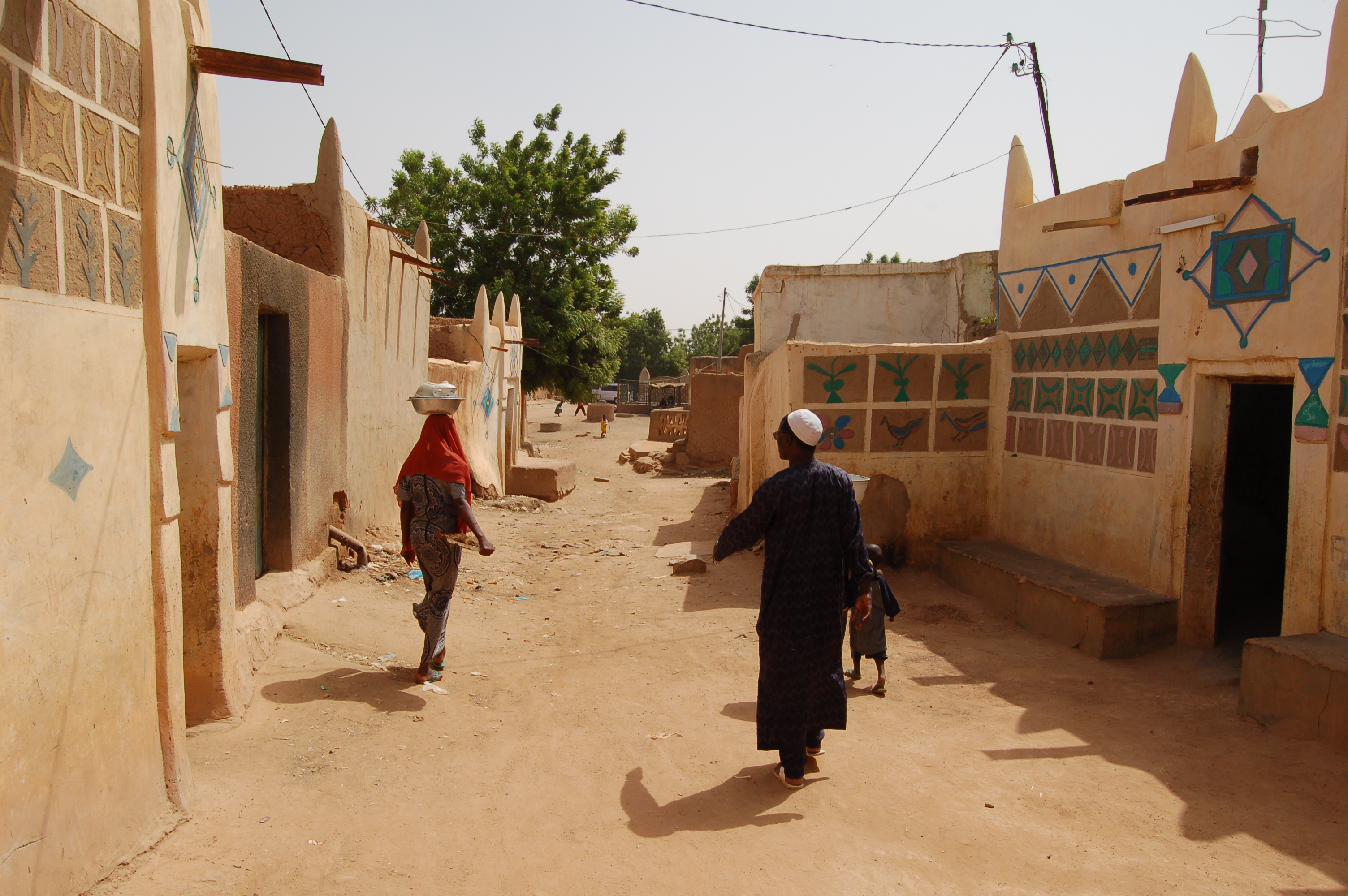
Традиционные глиняные здания в старом городе Зиндера

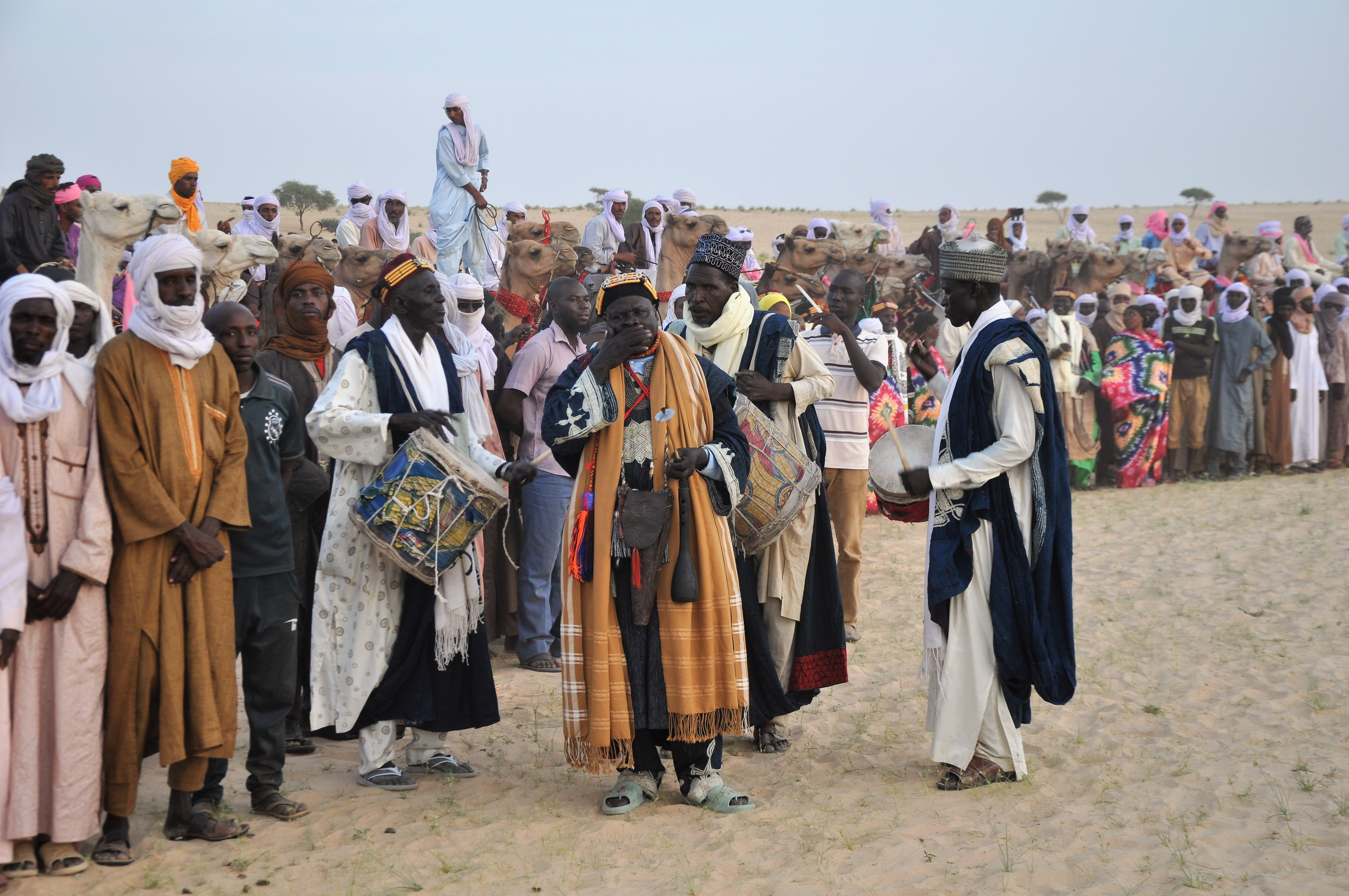
Исполнители народной музыки

### Наука
Первым научным учреждением в Нигере был созданный в 1949 году нигерский филиал Французского института Чёрной Африки, директором которого стал первый нигерский историк Бубу Хама. Филиал был единственным научным учреждением в стране ко времени получения независимости.

### Достопримечательности
В столице — национальный музей, в Агадесе — глиняная мечеть.

## Образование

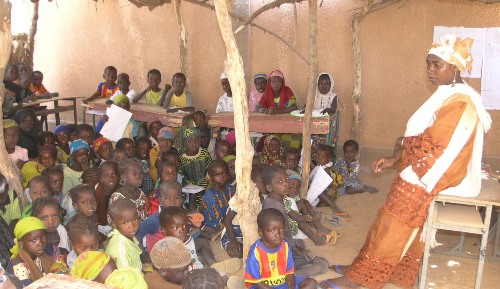
Класс начальной школы в Нигере

В 1969 году свыше 75 % жителей неграмотно. 19 % грамотных (на 2018 год).
Система школьного образования Нигера сложилась под влиянием французской модели. Обучение ведется на французском языке. В 1994/1995 учебном году в начальных школах учились ок. 450 тыс. детей, а в средних — ок. 90 тыс. Соотношение мальчиков и девочек в учебных классах составляло 2:1.
Хотя по закону обучение детей в возрасте от 7 до 15 лет является обязательным, многие из них, особенно в сельской местности, не посещают школу. Лишь 30 % детей соответствующего возраста ходят в начальную школу и менее 10 % — в среднюю. По окончании срока обучения в начальной школе устраивается экзамен, на котором определяются достойные продолжить учёбу в средней школе.
В 1973 был открыт Государственный университет в Ниамее. Наиболее способные учащиеся получают государственные стипендии для получения образования в странах Западной Африки и Франции. Нигер — страна где половина населения моложе 15 лет, однако число учащихся в университетах одно из самых маленьких в Африке, 127 студентов на десять тысяч населения (2015 год). Одним из глобальных достижений высшего образования в Нигере стало открытие в 2010 году сразу трёх университетов: Университет Маради, Университет Зиндера и Университет Тахуа.
Молодёжь Нигера может учиться и в мусульманских учебных заведениях. В 1987 году в городе Сай открылся Исламский университет.

## Спорт
Нигер участвует в Олимпийских играх с 1964 года. В 1972 году Иссака Даборе завоевал бронзу в соревнованиях по боксу. В 2016 году Иссуфу Абдулразак стал серебряным призёром Летних Олимпийских игр 2016 года по тхэквондо (весовая категория свыше 80 кг), а в 2017 году стал чемпионом мира.

## Праздники
- 1 января — Новый год
- 9—11 февраля — Дни мучеников
- 8 марта — День женщины
- 24 апреля — День Согласия; отмечается в честь дня заключения мирного соглашения с туарегами в 1995 году[84]
- 25 мая — День освобождения Африки
- 3 августа — День независимости
- 16 октября — День Армии
- 18 декабря — Провозглашение республики